# Mogadiscio
Mogadiscio (en somalí: Muqdisho pronunciado [mʉqdɪʃɔ]; en árabe: مقديشو‎, romanizado: Maqadīshū pronunciado [muqaˈdiːʃuː], en italiano: Mogadiscio pronunciado /moɡaˈdiʃʃo/) es una ciudad del sureste de Somalia, capital federal del país y de la región de Benadir. Es la principal ciudad de Somalia. Está situada en la costa del océano Índico.
Se localiza muy cerca del ecuador terrestre, pero aun así posee un clima muy árido, con escasas lluvias, además el mar apenas modera las temperaturas, que resultan muy altas con veranos muy cálidos. Los italianos la escogieron como capital de su Somalia italiana en 1905 y desde entonces se ha convertido en la principal ciudad de Somalia.
La ciudad capital alberga muchas instituciones importantes del país, como el Gobierno y el Parlamento Federal de Somalia, los cuales sirven como la rama legislativa del gobierno. El puerto de Mogadiscio sirve como un importante puerto marítimo nacional, el más grande del país. El Aeropuerto Internacional Aden Adde es el principal aeropuerto de la capital, y es el centro de la línea aérea nacional relanzada Somali Airlines.
La autoridad de Mogadiscio sobre el resto del país desde 1990 es simbólica, porque tanto la ciudad como el resto de Somalia están divididos en zonas de influencias dirigidas por clanes.

## Etimología
Durante mucho tiempo se creyó que el nombre de la ciudad derivaba del persa Maq'ad-i-Shah (مقعد شاه), que significa "la sede del Shah" (reflejo de la temprana influencia persa). Localmente se la conoce como Xamar (en inglés: Hamar). Otra teoría es que derivara de la raíz árabe 'mqds', que significa "lugar sagrado".

## Historia

### Historia temprana

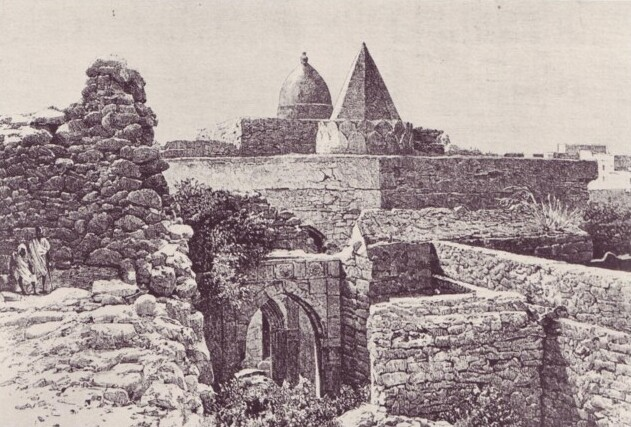
Grabado de la mezquita Fakr ad-Din del construida por Fakr ad-Din, el primer sultán del Sultanato de Mogadiscio.

Según la tradición y registros antiguos, el sur de Somalia, incluida la zona de Mogadiscio, estuvo habitado desde muy pronto por cazadores-recolectores de ascendencia khoisan. Aunque se cree que muchos de estos habitantes tempranos fueron expulsados o asimilados por posteriores migrantes en la zona, perduran rasgos físicos en algunos grupos étnicos minoritarios de la actual Jubalandia y de otras zonas del sur. Entre los descendientes posteriores se incluyen pueblos relictos como los Eile, Aweer, Wa-Ribi y, sobre todo, los Wa-Boni. Cuando llegaron poblaciones de los clanes rahanweyn cushitas (digil y mirifle), que establecerían una aristocracia local, otros grupos cushitas relacionados con los oromo (wardai) y los hawiye (ma'adanle) ya estaban asentados en la subregión.
Se cree que la antigua ciudad de Sarapion fue la predecesora de Mogadiscio. Se menciona en el Periplo del mar Eritreo, un documento de viaje griego del s. I, como uno de los puertos comerciales del litoral somalí. Según el "Periplo", el comercio por mar ya conectaba los pueblos de la zona de Mogadiscio con otras comunidades a lo largo de la costa del océano Índico.

Bandera del Sultanato de Ajuran, un imperio somalí del que Mogadiscio era un importante estado clientelar.

El Sultanato de Mogadiscio se desarrolló posteriormente con la inmigración de los árabes emozeidís, una comunidad cuya presencia se remonta a los siglos IX y X. Esto evolucionó hacia la dinastía Muzaffar, una federación de dirigentes árabe-somalís, y Mogadiscio quedó estrechamente relacionada con el poderoso Sultanato de Ajuran somalí. Tras la visita a la ciudad, el historiador sirio del siglo XII Yaqut al-Hamawi escribió que estaba habitada por bereberes de piel oscura, los ancestros de los actuales somalís.
Durante muchos años, Mogadiscio destacó como la ciudad más relevante en la Bilad-ul-Barbar (بلاد البربر), o "Tierra de los bereberes", que era el término árabe medieval para la costa somalí. Cuando el viajero marroquí Ibn Battuta llegó a la costa somalí en 1331, la ciudad estaba en el cénit de su prosperidad. Él describió Mogadiscio como una "ciudad de grandes proporciones" con numerosos mercaderes acaudalados, famosa por sus tejidos de gran calidad que exportaba a lugares como Egipto. Batutta también escribió que un sultán somalí, Abu Bakr ibn Sayx 'Umar, gobernaba la ciudad y que era originario de Barbara en el norte de Somalia. Según él, el sultán hablaba somalí (según Battuta "mogadiscianés", el dialecto benadir del somalí) y árabe con la misma fluidez. El sultán también tenía un séquito de visires (ministros), expertos en leyes, comandantes, eunucos reales y otros oficiales a su servicio.
Además, parece que hubo una fuerte presencia persa tanto en Mogadiscio como en Zeila durante un tiempo. Cierta influencia chií se puede apreciar aún en algunas zonas, como la veneración de Fátima az-Zahra en el sur de Somalia, la hija del profeta Mahoma. Esto también se refleja en la etimología del nombre de la ciudad, que deriva del persa Maq'ad-i-Shah (مقعد شاه) y significa "la sede del Sah."
Los portugueses intentaron ocupar la ciudad con posterioridad, pero no llegaron a conquistarla. En su diario de viaje de la expedición a la región entre 1497 y 1499, el explorador João de Sá, que acompañó a Vasco da Gama en el viaje, escribió que Magadoxo (Mogadiscio) estaba controlada por moros. Según él, era una ciudad grande rodeada por cuatro torres, con edificios de varias plantas y grandes palacios en el centro. De Sá y sus hombres bombardearon la ciudad antes de continuar hacia el sur por la costa. Los Hawiye somalís, sin embargo, consiguieron derrocar al Estado Ajuran y terminar con el mandato muzaffar.

### Sultanatos (siglosXIXyXX)
En 1882, Mogadiscio estaba bajo el dominio conjunto del Sultanato de Geledi somalí y del Sultanato de Zanzíbar omaní. Los sultanes geledi estaban en el cénit de su poder. Controlaban el comercio de marfil en el sur y dominaban los valles del Juba y de Shebelle. El poder de los sultanes omaníes en Mogadiscio era meramente nominal. Cuando el imán Azzan bin Qais de Omán quiso construir un fuerte en la ciudad, se vio obligado a pedir permiso al sultán Ahmed Yusuf de Geledi. El fuerte de Garessa se construyó en 1870. El sultán de Zanzíbar primero arrendó y luego vendió la infraestructura a los italianos, pero el terreno siguió siendo somalí.

### Somalia italiana (finales delsigloXIXhasta 1960)

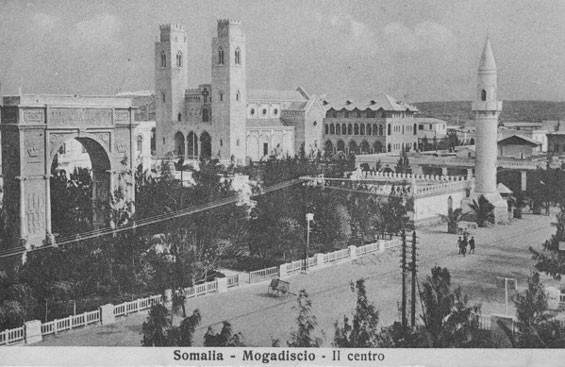
Centro de Mogadiscio en 1936. La Mezquita Arba'a Rukun a la derecha. Cerca se puede observar la catedral de Mogadiscio y el Arco de Umberto.

En 1905, Italia nombró a Mogadiscio capital de la recién establecida Somalia italiana. Los italianos comenzaron a llamarla con su nombre actual Mogadiscio. Tras la Primera Guerra Mundial el territorio circundante cayó bajo control italiano con cierta dificultad.
Miles de italianos se mudaron a Mogadiscio y crearon compañías manufactureras de tamaño reducido. Desarrollaron áreas de cultivo en el sur, junto a la capital, como Janale y el Villaggio duca degli Abruzzi (hoy llamado Jowhar). En la década de 1930 se construyeron nuevas avenidas y edificios. Un ferrocarril de vía estrecha de 114 km se construyó de Mogadiscio a Jowhar. También se construyó una carretera asfaltada que pretendía unir la ciudad con Adís Abeba llamada Strada Imperiale.
En 1940, la población de ítalo-somalís llegó a 22 000, un 44% de la población total de 50 000 residentes. Mogadiscio siguió siendo la capital de la Somalia italiana hasta su desaparición. Durante la Segunda Guerra Mundial las fuerzas británicas capturaron la ciudad, en febrero de 1941.
Tras la Segunda Guerra Mundial, Mogadiscio se convirtió en la capital del Consejo de Administración Fiduciaria de las Naciones Unidas de Somalia, una entidad política fiduciaria administrada por los italianos bajo el mandato de las Naciones Unidas durante 10 años (1950-1960).

### República de Somalia (1960-1990)

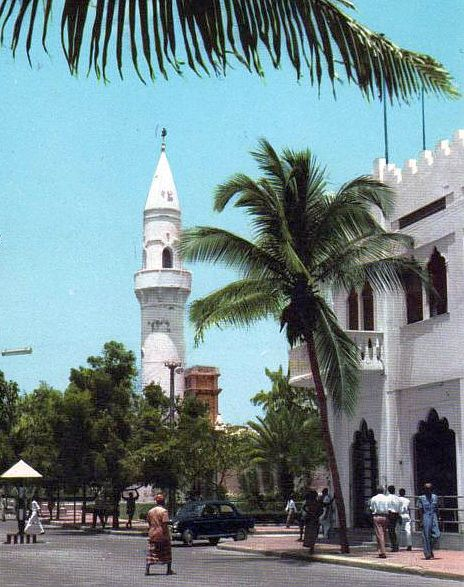
Una avenida de Mogadiscio en 1963.

La Somalilandia británica declaró su independencia el 26 de junio de 1960 y se convirtió en Estado de Somalilandia, y el territorio administrado por Italia bajo el mandato de Naciones Unidas (antigua Somalia italiana) siguió sus pasos cinco días después. El 1 de julio de 1960, los dos territorios se unieron para formar la República de Somalia con Mogadiscio como capital de la nación. Se formó gobierno nombrado por Abdullahi Issa y otros miembros del gobierno del protectorado, con Haji Bashir Ismail Yusuf como presidente de la Asamblea Nacional Somalí, Aden Abdullah Osman Daar como presidente de la República y Abdirashid Ali Shermarke como primer ministro (más tarde, de 1967 a 1969 sería su presidente). El 20 de julio de 1961 y por referéndum popular, el pueblo de Somalia ratificó la nueva constitución, cuyo primer borrador se había redactado en 1960. En 1967, Muhammad Haji Ibrahim Egal fue designado primer ministro por Shermarke.
El 15 de octubre de 1969, mientras visitaba la ciudad norteña de Las Anod, el entonces presidente de Somalia Abdirashid Ali Shermarke fue asesinado por uno de sus guardaespaldas. Al asesinato le siguió con rapidez un golpe de Estado el 21 de octubre de 1969 (el día después de su funeral) en el que el Ejército Nacional de Somalia se hizo con el poder sin oposición armada. Fue un golpe sin derramamiento de sangre. Fue auspiciado por el general Mohamed Siad Barre, al cargo del ejército en ese momento.

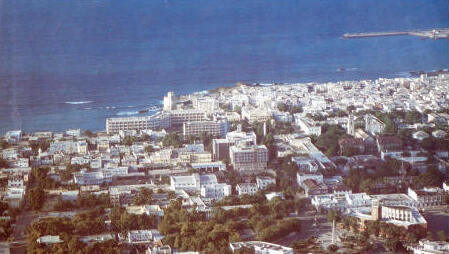
El Mogadiscio metropolitano en la década de 1980.

Junto a Barre, el Consejo Revolucionario Supremo (SRC) que asumió el poder estaba dirigido por el teniente coronel Salaad Gabeyre Kediye y el director de la policía Jama Korshel. Kediye era oficialmente el "Padre de la Revolución", y Barre se convirtió poco después en el director del SRC. El SRC renombró al país como República Democrática Somalí, arrestó a los miembros del gobierno civil anterior, prohibió los partidos políticos, disolvió el parlamento y la Corte Suprema y suspendió la constitución.
El ejército revolucionario implementó varios programas de obra pública a gran escala, como el Estadio Mogadiscio. Además del programa de nacionalización de la industria y el suelo, el nuevo régimen con base en Mogadiscio adquirió una política de exteriores con énfasis en los lazos tradicionales y religiosos de Somalia con el Mundo árabe, y acabó por unirse a la Liga árabe en 1974.
Tras sufrir la derrota de la Guerra de Ogaden a finales de los años 1970, la administración Barre comenzó a detener a oficiales del gobierno y el ejército sospechosos de haber participado en el intento de golpe de Estado de 1978. La mayoría de los que supuestamente había ayudado a organizar el golpe fueron ejecutados. Sin embargo, varios oficiales consiguieron escapar al extranjero y comenzaron a formar el primero de varios grupos de disidentes dedicados a derrocar al régimen de Barre por la fuerza.

### Guerra Civil
A finales de los años 1980, el régimen de Barre era cada vez más impopular. Las autoridades alcanzaron un nivel muy alto de totalitarismo y los movimientos de resistencia, apoyados por la administración comunista etíope de Derg surgieron por todo el país. Esto provocó el estallido de una guerra civil en 1991, el derrocamiento del gobierno de Barre y la disolución del Ejército Nacional Somalí. Muchos de los grupos de la oposición comenzaron a competir por ocupar el vacío de poder subsiguiente a la caída de Barre. Las facciones armadas dirigidas por los comandantes Mohamed Farrah Aidid y Ali Mahdi Mohamed, ambos del Congreso Unido Somalí se enfrentaron por ejercer la autoridad en la capital.

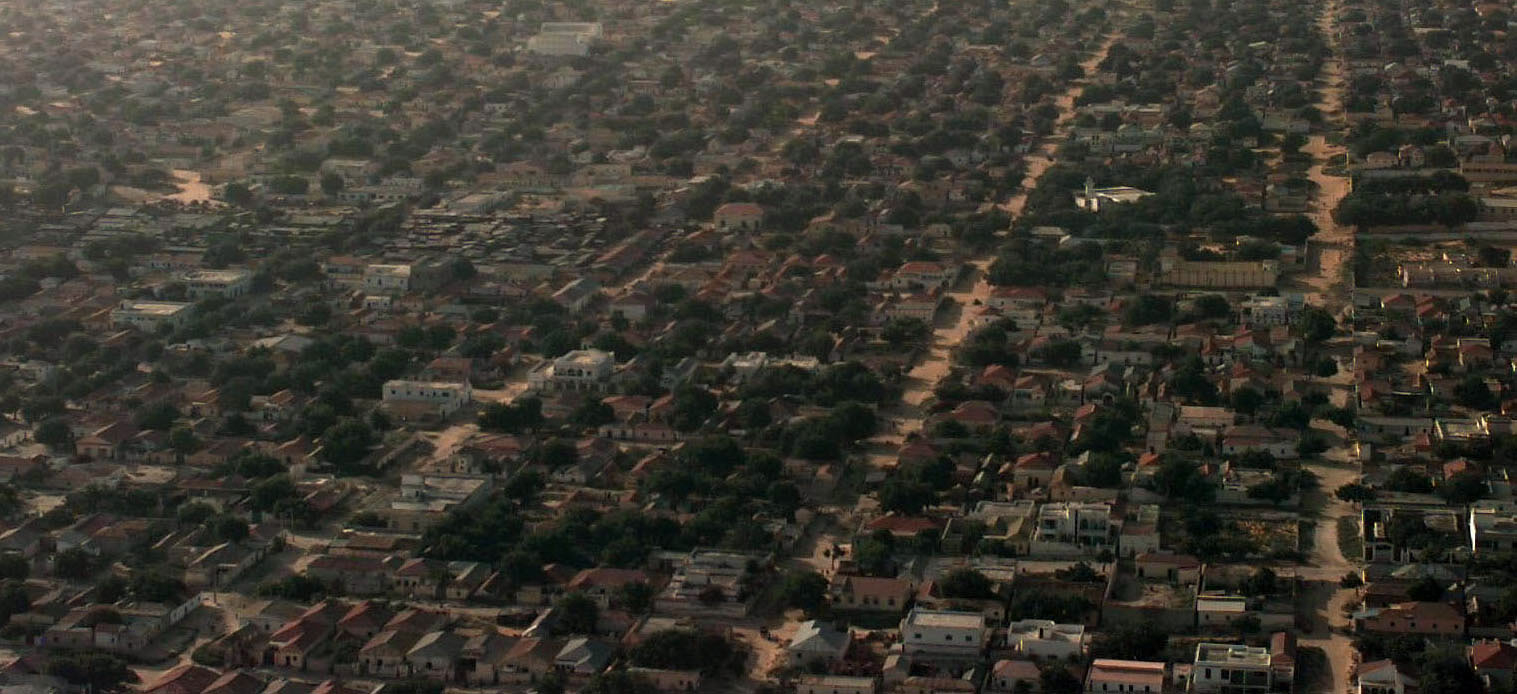
Vista aérea de una zona residencial de Mogadiscio (1992).

La Resolución 733 del Consejo de Seguridad de las Naciones Unidas y la Resolución 746 del Consejo de Seguridad de las Naciones Unidas llevaron a la creación de la Operación de las Naciones Unidas en Somalia I (ONUSOM I), la primera misión de estabilización en Somalia tras la disolución del gobierno central. La Resolución 794 del Consejo de Seguridad de las Naciones Unidas se aprobó unánimemente el 3 de diciembre de 1992 y dictaba la formación de una coalición de las Fuerzas de paz de las Naciones Unidas liderada por Estados Unidos. Tras la formación de la UNITAF (Unified Task Force), la alianza debía velar por la seguridad hasta que la ayuda humanitaria se transfiriera a la ONU. Tras llegar en 1993, la coalición pacificadora comenzó la Operación de las Naciones Unidas en Somalia II (ONUSOM II), sobre todo en el sur del país.
Algunas de las milicias que competían por el poder interpretaron la presencia de las tropas de la ONU como una amenaza a su hegemonía. Por ello, ocurrieron varias batallas armadas en Mogadiscio entre pacificadores y guerrilleros locales. Entre ellas, la batalla de Mogadiscio de 1993, el arresto de varios tenientes de rango alto de la facción de Aidid. Los soldados de la ONU se retiraron finalmente el 3 de marzo de 1995 debido a un número importante de bajas.
En 2006, la Unión de Tribunales Islámicos (UTI), una organización islamista, tomó el control de la mayor parte del sur del país e instauró la sharia o ley islámica. El nuevo Gobierno de transición de Somalia (GFT), establecido dos años antes, intentó recuperar el control. Con ayuda de las Fuerzas Armadas de Etiopía, los pacificadores AMISOM y el apoyo aéreo de Estados Unidos consiguió expulsar a la UTI y reforzar el control de la zona. El 8 de enero de 2007, en plena Batalla de Ras Kamboni, el presidente y fundador del GFT Abdullahi Yusuf Ahmed, un antiguo coronel del ejército somalí, entró en Mogadiscio por primera vez desde que había comenzado su mandato. El gobierno se mudó a Villa Somalia en Mogadiscio desde su anterior localización en Baidoa. Fue la primera vez desde la caída del régimen de Barre en 1991 que el gobierno federal controlaba la mayoría del país.

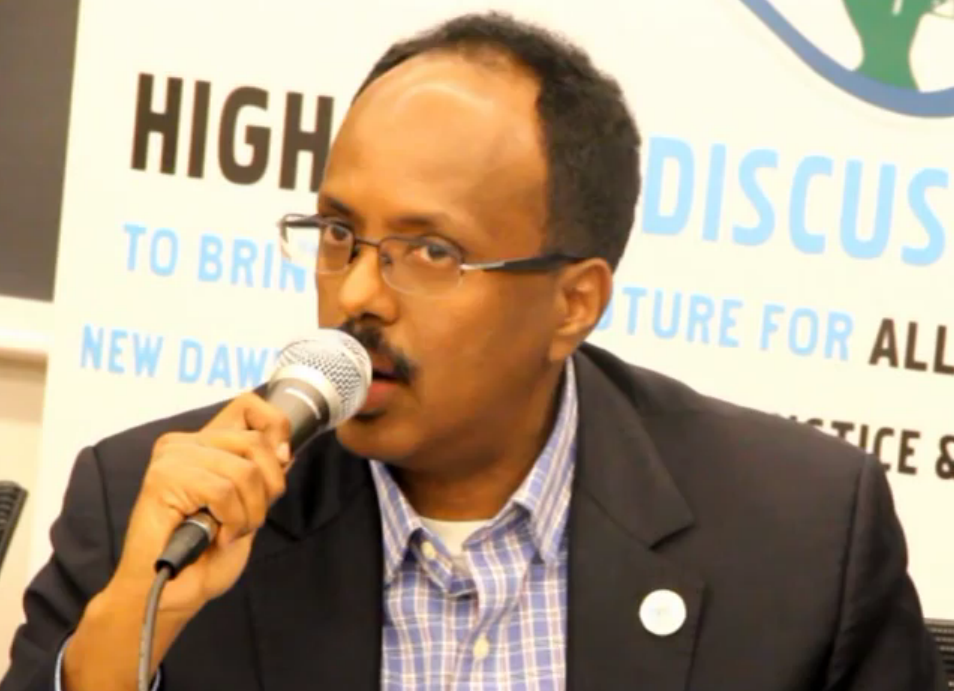
La administración tecnócrata del antiguo primer ministro Mohamed Abdullahi Mohamed (Farmajo) comenzó la pacificación de la ciudad, un proceso que completó su sucesor Abdiweli Mohamed Ali.

Tras la derrota, la Unión de Tribunales Islámicos se escindió en diversas facciones. Algunas de las más radicales, como Al-Shabbaab, se reagruparon con la intención de continuar la insurgencia contra el GFT y en oposición a la presencia militar etíope en Somalia. Durante 2007 y 2008, Al-Shabbaab obtuvo victorias militares y se hizo con el control de puertos y ciudades estratégicas en el centro y el sur del país. A finales de 2008, el grupo controlaba Baidoa, pero no la capital. En enero de 2009, Al-Shabbaab y otras milicias habían obligado a las fuerzas etíopes a replegarse y a abandonar a las fuerzas pacificadoras mal equipadas de la Unión Africana a apoyar a las tropas del Gobierno Federal de Transición.
Entre el 31 de mayo y el 9 de junio de 2008, los representantes del Gobierno Federal de Somalia y el grupo de rebeldes islamistas moderados Alianza para la Reliberación de Somalia (ARS) participaron en una conferencia de paz en Yibuti auspiciada por la ONU. La conferencia de paz terminó con la firma de un acuerdo que disponía la retirada de las tropas etíopes a cambio del cese de la confrontación armada. El parlamento se amplió a 550 asientos para dar cabida a los miembros de la ARS, que eligieron un nuevo presidente. Con ayuda de un equipo reducido de las tropas de la Unión Africana, el gobierno de coalición comenzó en febrero de 2009 una contraofensiva para recuperar el control del sur del país. Para reforzar dicho control, el GFT creó una alianza con la Unión de Tribunales Islámicos, otros miembros de la ARS y Ahlu Sunna Waljama'a, una milicia sufí moderada.
En noviembre de 2010, se eligió un nuevo gobierno tecnócrata que implementó numerosas reformas, sobre todo en cuanto a seguridad nacional. En agosto de 2011, la nueva administración y sus aliados del AMISOM habían conseguido recuperar todas las zonas de Mogadiscio del control de la milicia Al-Shabbaab. Desde entonces, Mogadiscio ha vivido un periodo de reconstrucción intensa auspiciado por la diáspora somalí, las autoridades municipales y Turquía, un aliado histórico de Somalia.

### Reconstrucción

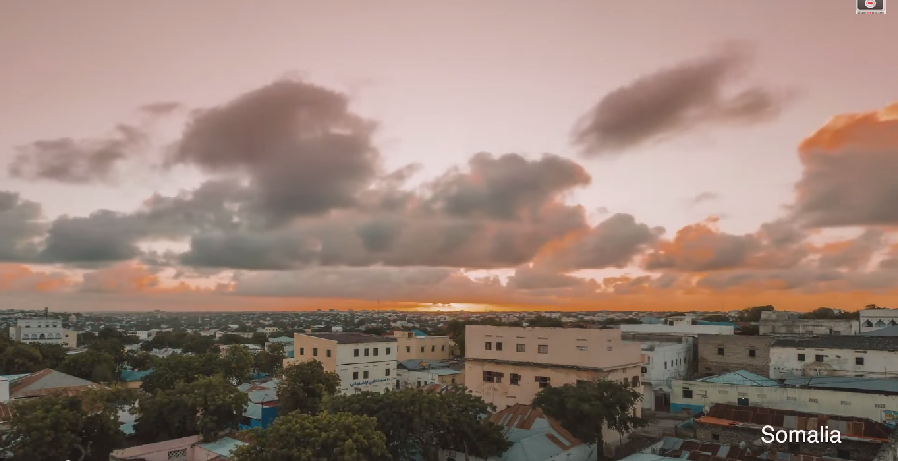
Mogadiscio al atardecer.

En agosto de 2011, la milicia Al-Shabbaab llevó a cabo una retirada estratégica de Mogadiscio y volvió a la táctica del ataque relámpago. El alcalde Mohamed Nur señaló la oportunidad de estabilizar y reconstruir la ciudad por todos los medios como crítica. Con la colaboración estrecha de la ONU, la Agencia de los Estados Unidos para el Desarrollo Internacional y el DRC, la administración de Nur comenzó una reconstrucción a gran escala de carreteras e infraestructura en general. Los residentes de la ciudad colaboran en gran medida con las autoridades policiales y civiles para reforzar la seguridad. Nur señaló la oportunidad de transformar Mogadiscio aunque los recursos sean limitados. 
Con la aprobación de una nueva Constitución de Somalia en 2012 y la elección posterior de un primer presidente para el Gobierno Federal de Somalia, la alcaldía continuó supervisando la reconstrucción posconflicto de la ciudad. La administración Benadir lanzó un proyecto de nombramiento de calles, numeración de calles y establecimiento de códigos postales para toda la ciudad. El programa se llama Sistema de Numeración de Calles y Códigos Postales y es una iniciativa conjunta de las autoridades municipales y los representantes de las comunidades de negocios somalís. Según Nur, la iniciativa también pretende ayudar a las autoridades policiales y a resolver disputas sobre propiedades privadas. En 2016 ya hay códigos postales para 176 localidades, incluida el área metropolitana de Mogadiscio.

## Geografía

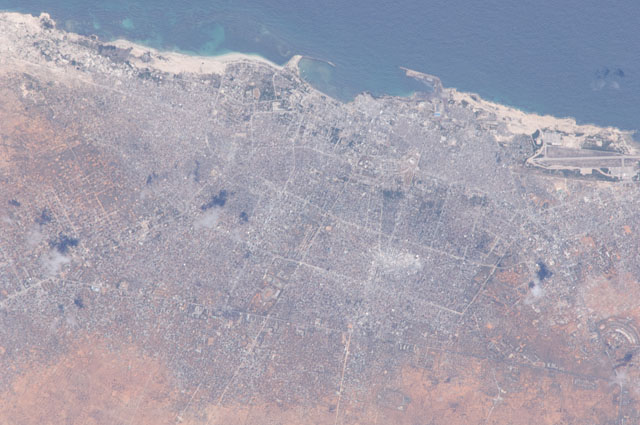
Mogadiscio vista desde la Estación Espacial Internacional.

Mogadiscio está situada en la costa del océano Índico en el Cuerno de África, en la región administrativa de Benadir (gobol), en el sureste de Somalia. La región tiene la misma extensión que la ciudad y es mucho más pequeña que la provincia histórica de Benadir. La ciudad está dividida en los distritos de Abdiaziz, Bondhere, Daynile, Dharkenley, Hamar-Jajab, Hamar-Weyne, Heliwa, Hodan, Howl-Wadag, Karan, Shangani, Shibis, Waberi, Wadajir, Wardhigley y Yaqshid. Algunos de los puntos estratégicos de la ciudad son la ciudad vieja de Hamarwein, el Mercado de Bakaara y la Playa de Gezira. Las playas de Mogadiscio cuentan con arrecifes de coral y suponen el escenario de los primeros enclaves turísticos que surgen después de muchos años.
El río Shebelle (Webiga Shabelle) nace en Etiopía central y llega a 30 km del océano Índico junto a Mogadiscio antes de girar al suroeste. Durante febrero y marzo permanece sin caudal, el resto del año sirve para irrigar cultivos de azúcar de caña, algodón y plátano.

### Clima

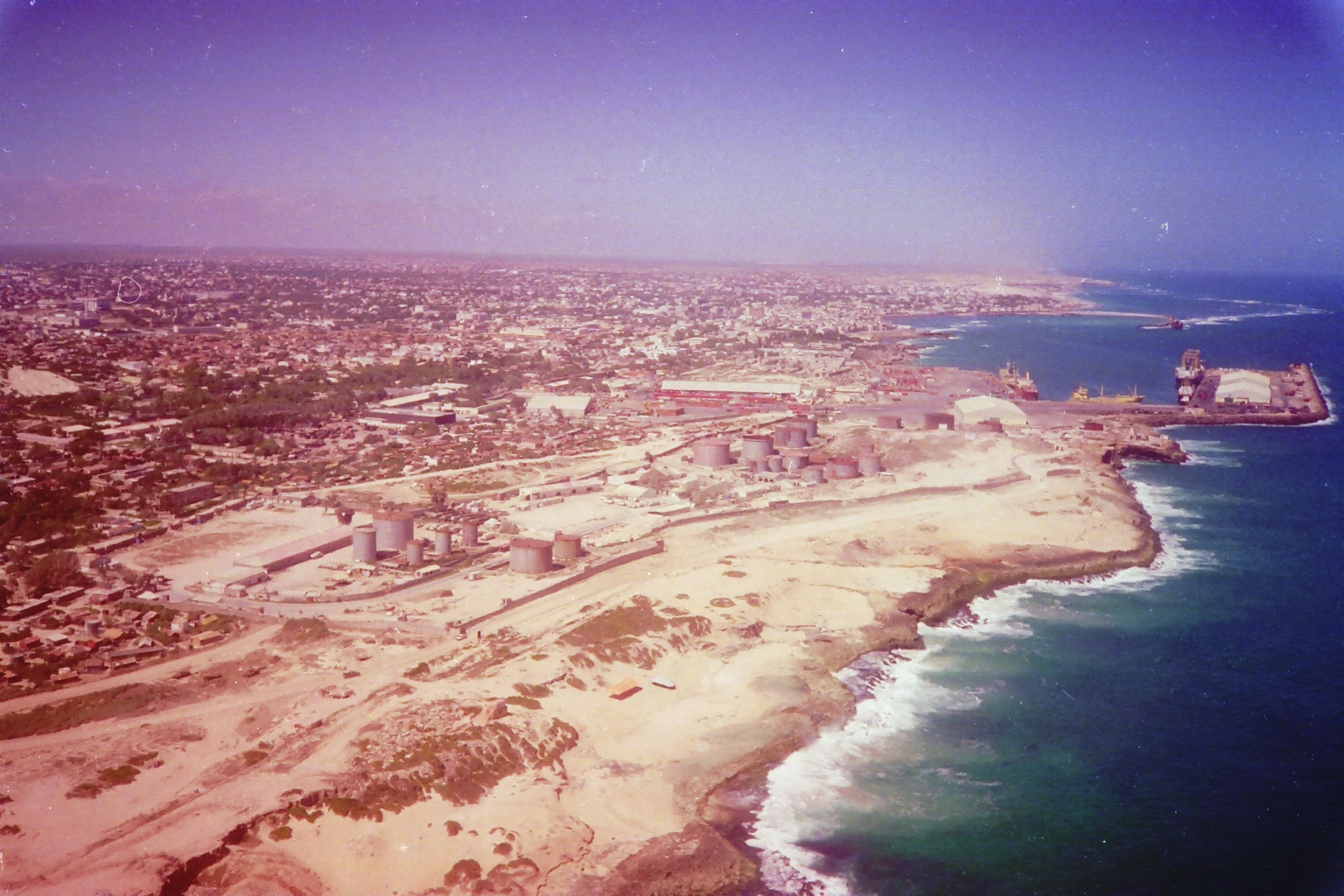
Costa de Mogadiscio.

Para una ciudad situada tan cerca del ecuador, Mogadiscio tiene un clima relativamente seco. Se clasifica dentro del clima semiárido (según la Clasificación climática de Köppen), como el resto del sureste de Somalia. En contraste, las ciudades del norte del país suelen tener un clima árido.
Mogadiscio se encuentra en la zona bioclimática de floresta espinosa subtropical según la Clasificación de Holdridge. La temperatura anual media de la ciudad es de 27 °C, con una máxima media de 30 °C y una mínima media de 24 °C. Las temperaturas mensuales medias varían unos 3 °C, lo que corresponde a un tipo de clima hiperocéanico. La precipitación anual media es de 429.2 mm. Hay 47 días de lluvia por año, asociados a una probabilidad de chubascos diaria del 12 %. La ciudad tiene una media de 3066 horas de sol al año y de 8,4 horas de sol diarias. La media diaria de luz solar es de 8 h y 24'. El porcentaje anual de días soleados y días nublados es de 70 % y 30 %, respectivamente. El ángulo acimut solar medio a mediodía del día 21 del mes es de 75.
| Parámetros climáticos promedio de Mogadishu | Parámetros climáticos promedio de Mogadishu | Parámetros climáticos promedio de Mogadishu | Parámetros climáticos promedio de Mogadishu | Parámetros climáticos promedio de Mogadishu | Parámetros climáticos promedio de Mogadishu | Parámetros climáticos promedio de Mogadishu | Parámetros climáticos promedio de Mogadishu | Parámetros climáticos promedio de Mogadishu | Parámetros climáticos promedio de Mogadishu | Parámetros climáticos promedio de Mogadishu | Parámetros climáticos promedio de Mogadishu | Parámetros climáticos promedio de Mogadishu | Parámetros climáticos promedio de Mogadishu |
| Mes                                         | Ene.                                        | Feb.                                        | Mar.                                        | Abr.                                        | May.                                        | Jun.                                        | Jul.                                        | Ago.                                        | Sep.                                        | Oct.                                        | Nov.                                        | Dic.                                        | Anual                                       |
| ------------------------------------------- | ------------------------------------------- | ------------------------------------------- | ------------------------------------------- | ------------------------------------------- | ------------------------------------------- | ------------------------------------------- | ------------------------------------------- | ------------------------------------------- | ------------------------------------------- | ------------------------------------------- | ------------------------------------------- | ------------------------------------------- | ------------------------------------------- |
| Temp. máx. abs. (°C)                        | 39.5                                        | 39.5                                        | 37.3                                        | 39.8                                        | 34.9                                        | 33.0                                        | 34.3                                        | 36.0                                        | 36.0                                        | 37.0                                        | 39.0                                        | 37.3                                        | 39.8                                        |
| Temp. máx. media (°C)                       | 30.2                                        | 30.2                                        | 30.9                                        | 32.2                                        | 31.2                                        | 29.6                                        | 28.6                                        | 28.6                                        | 29.4                                        | 30.2                                        | 30.6                                        | 30.8                                        | 30.2                                        |
| Temp. media (°C)                            | 26.6                                        | 26.9                                        | 28.0                                        | 28.9                                        | 28.2                                        | 26.7                                        | 25.4                                        | 25.9                                        | 26.5                                        | 27.3                                        | 27.5                                        | 26.9                                        | 27.1                                        |
| Temp. mín. media (°C)                       | 23.0                                        | 23.4                                        | 24.9                                        | 25.6                                        | 24.9                                        | 23.7                                        | 23.1                                        | 23.0                                        | 23.4                                        | 24.3                                        | 24.2                                        | 23.5                                        | 23.9                                        |
| Temp. mín. abs. (°C)                        | 19.0                                        | 19.2                                        | 19.4                                        | 18.0                                        | 18.4                                        | 18.0                                        | 16.8                                        | 18.0                                        | 18.0                                        | 17.5                                        | 16.2                                        | 16.5                                        | 16.2                                        |
| Precipitación total (mm)                    | 0                                           | 0                                           | 8                                           | 61                                          | 61                                          | 82                                          | 64                                          | 44                                          | 25                                          | 32                                          | 43                                          | 9                                           | 428                                         |
| Días de precipitaciones (≥ 0.1 mm)          | 0.3                                         | 0.1                                         | 0.6                                         | 4.8                                         | 6.7                                         | 12.7                                        | 13.3                                        | 10.2                                        | 4.9                                         | 3.9                                         | 4.1                                         | 1.5                                         | 63.0                                        |
| Horas de sol                                | 266.6                                       | 251.4                                       | 282.1                                       | 261.0                                       | 272.8                                       | 219.0                                       | 226.3                                       | 254.2                                       | 264.0                                       | 266.6                                       | 261.0                                       | 257.3                                       | 3082.3                                      |
| Humedad relativa (%)                        | 78                                          | 78                                          | 77                                          | 77                                          | 80                                          | 80                                          | 81                                          | 81                                          | 81                                          | 80                                          | 79                                          | 79                                          | 79                                          |
| Fuente: Deutscher Wetterdienst              |                                             |                                             |                                             |                                             |                                             |                                             |                                             |                                             |                                             |                                             |                                             |                                             |                                             |

## Gobierno

### Federal

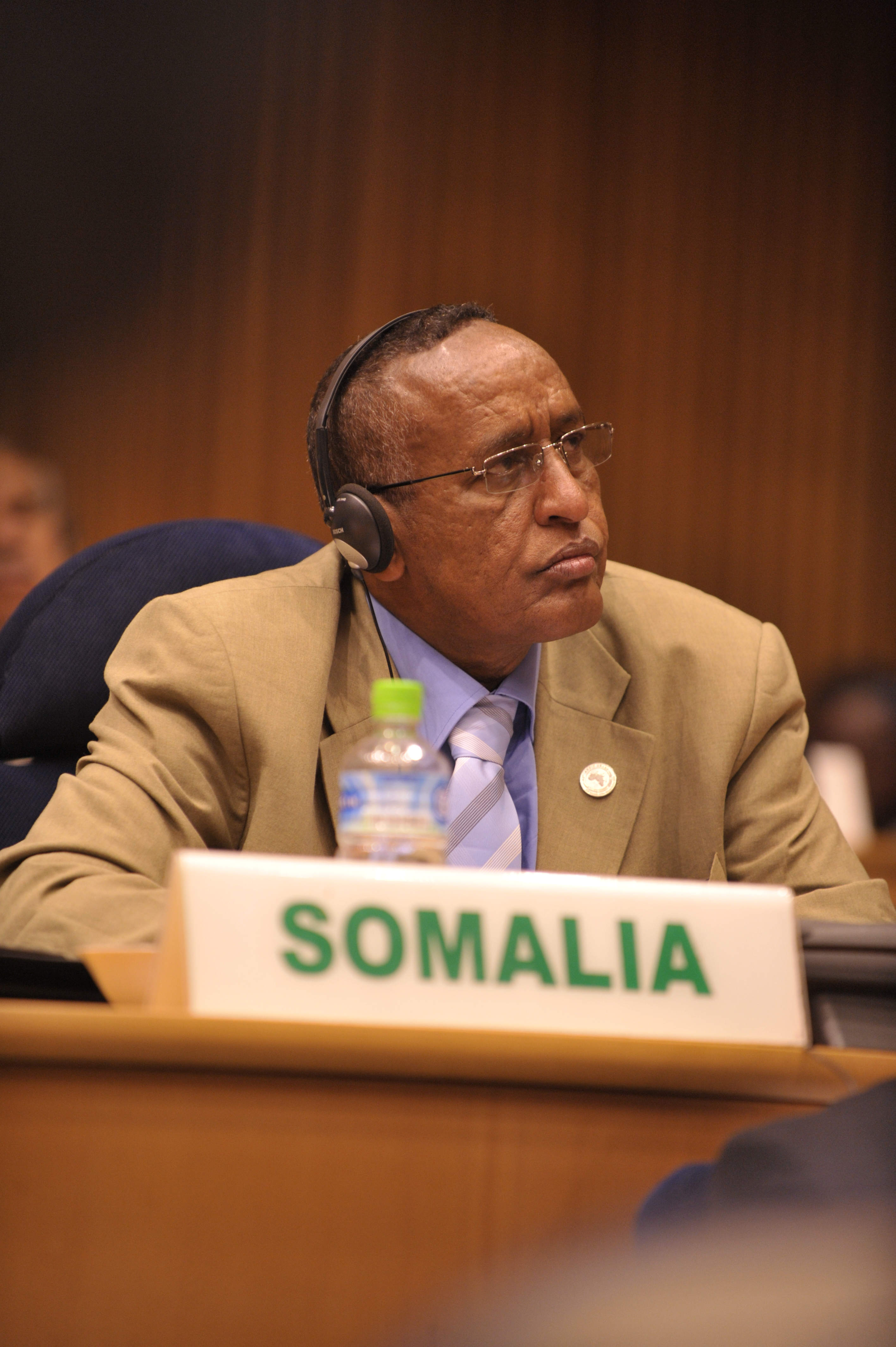
El Gobierno Federal de Somalia tiene su sede en Mogadiscio, capital de la nación.

El Gobierno Federal de Transición (TFG) fue el gobierno central de Somalia reconocido internacionalmente entre 2004 y 2012. Localizado en Mogadiscio, constituía la rama ejecutiva del gobierno.
El Gobierno Federal de Somalia se estableció el 20 de agosto de 2012, al mismo tiempo que finalizaba el mandato interino del TFG. Supone el primer gobierno central permanente del país desde el inicio de la guerra civil. El Parlamento Federal de Somalia es la rama legislativa del gobierno.

### Municipal

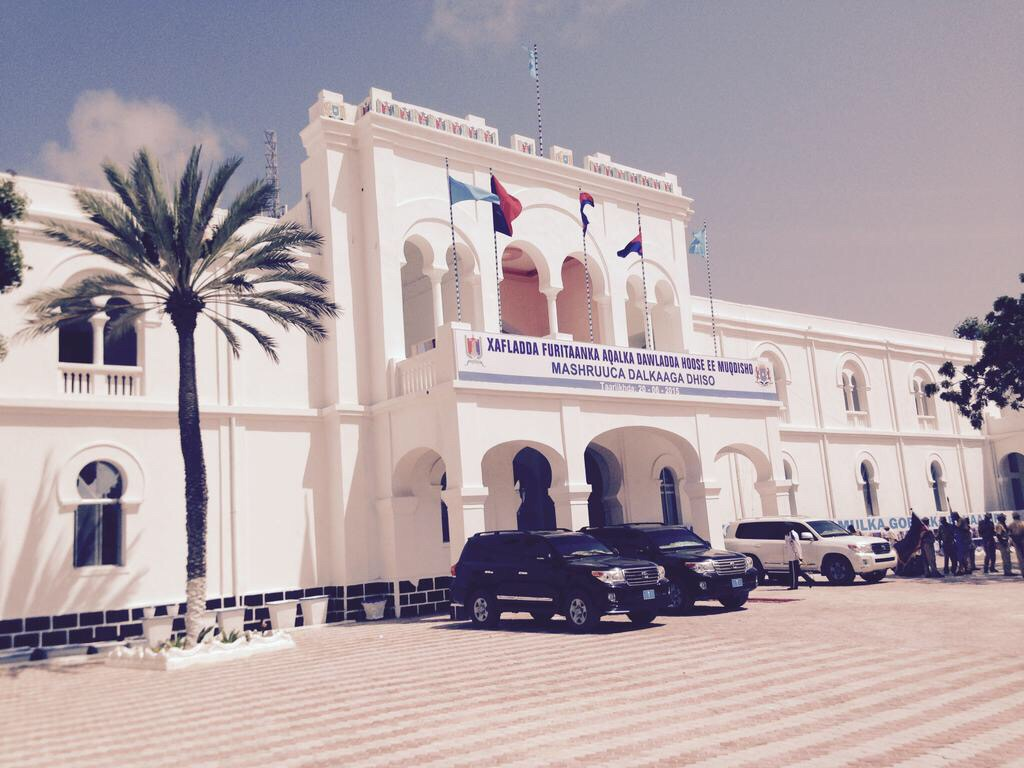
La sede de la municipalidad de Mogadiscio.

El gobierno municipal de Mogadiscio está dirigido por Yusuf Hussein Jimaale, que sucedió en el cargo al alcalde Hassan Mohamed Hussein Mungab, antiguo presidente del tribunal militar. Entre otras iniciativas de desarrollo municipales se encuentra un plan de regeneración urbana de US$100 millones, la creación de plantas de procesamiento e incineración de basura, un proyecto de limpieza que abarque a toda la ciudad, la creación de fábricas de cemento y asfalto, la rehabilitación de los edificios del parlamento y el ayuntamiento, la reconstrucción del antiguo Ministerio de Defensa, la reconstrucción de instituciones penitenciarias y de instalaciones de salud, el establecimiento de un centro de entrenamiento de policías y una base permanente en Jasiira para las nuevas Fuerzas Armadas de Somalia, la reconstrucción de la sede del Servicio Postal de Somalia y la rehabilitación de áreas recreativas para niños en varios distritos. En enero de 2014, la administración Benadir lanzó el sistema de numeración de casas y de códigos postales. En marzo del mismo año comenzó a distribuir carnés de identidad nacional. Además, las autoridades locales empezaron a renovar centros de gobierno local de relevancia en septiembre de 2014, incluido el antiguo complejo Fisho Guverno. En enero de 2015, también se abrió una oficina para la salud y la seguridad que supervise ambos campos en la ciudad, y lanzó una campaña de embellecimiento municipal con antelación a la celebración de varios congresos internacionales en la ciudad.
En marzo de 2015, la administración Benadir completó el proyecto SECIL en conjunción con la UE y ONU-HABITAT. La iniciativa de 3,5 millones de euros duró tres años y medio y permitió la creación de un sistema sostenible de recolección de residuos, un Centro de Estudios Técnicos, laboratorios de testeo de calidad del agua, mejora del acceso al agua potable, mejora de las oportunidades laborales en el sector de la producción de combustible de bajo coste, refuerzo de las técnicas de construcción y la regulación en el sector y laboratorios para testear la calidad de los materiales de construcción.

### Misiones diplomáticas
Algunos países cuentan con embajadas y consulados en Mogadiscio. A fecha de enero de 2014, las misiones diplomáticas incluyen embajadas de Yibuti, Etiopía, Sudán, Libia, Yemen, Arabia Saudí, Turquía, Irán, Uganda, Nigeria, el Reino Unido, Japón, China, y Catar. Algunas embajadas con planes de reapertura son las de Egipto, los Emiratos Árabes Unidos, Italia y Corea del Sur.
En mayo de 2015, como reconocimiento al progreso sociopolítico de Somalia y su vuelta a un estado de gobierno efectivo, el Secretario de Estado estadounidense John Kerry anunció un plan preliminar para restablecer la embajada de Estados Unidos en Mogadiscio. Indicó que, aunque no había plazos establecidos para relanzar las instalaciones, el gobierno estadounidense ya había comenzado a mejorar su representación diplomática en el país. El Presidente de Somalia Hassan Sheikh Mohamud y el primer ministro Omar Abdirashid Ali Sharmarke también ofrecieron a Kerry un acuerdo de reserva de suelo para el complejo estadounidense. Simultáneamente, Mohamud firmó un acuerdo con la jefa de delegación de la UE en Somalia Michele Cervone d’Urso para facilitar la apertura de más embajadas en Mogadiscio de países de la Unión Europea. La UE también anunció que había abierto una oficina de la delegación de la UE en la ciudad.
En febrero de 2014, el ministro de Asuntos Externos y Cooperación Internacional Abdirahman Duale Beyle anunció que el gobierno federal pretendía reabrir el Instituto de Diplomacia de Mogadiscio. El centro fue en el pasado una institución nacional para la diplomacia y las relaciones internacionales muy importante. Beyle también apuntó a la reapertura del departamento de diplomacia del instituto, el departamento de información y radiodifusión y la biblioteca.

## Economía

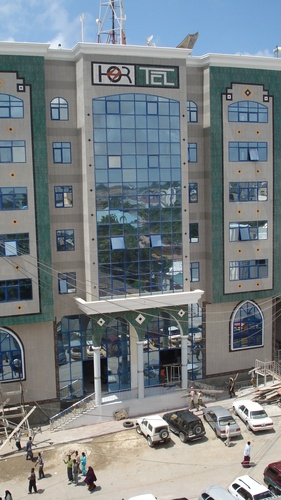
Hormuud Telecom es una de las empresas con sede en Mogadiscio.

Mogadiscio ha sido siempre un nodo comercial y financiero. Antes de la importación masiva de ropa desde Europa y Estados Unidos, el sector textil de la ciudad vendía a gran parte del interior de África, la península arábiga y el Golfo Pérsico.
La economía de Mogadiscio ha crecido con rapidez desde la pacificación a mediados de 2011. La fábrica de SomalFruit fue reabierta, así como la de Coca Cola. En mayo de 2012 abrió en la capital el First Somali Bank, el primer banco comercial que abre en el sur de Somalia desde 1991. Además, se ha reabierto el histórico Banco Central y se está construyendo un centro de negocios.
El resurgimiento del sector inmobiliario de Mogadiscio se facilitó en parte gracias a la creación de una planta de construcción local en noviembre de 2012 por parte del ayuntamiento de Estambul y de la Medialuna Roja Turca. Se importaron más de 50 camiones de construcción y maquinaria de Turquía para que la planta produjera hormigón, asfalto y ladrillos para el sector de la construcción. Estambul también pretendía aportar 100 especialistas para la modernización de las infraestructuras a largo plazo.
A mediados de 2012, Mogadiscio acogió la primera charla Tecnología, Entretenimiento, Diseño (TED) de su historia. El First Somali Bank organizó el evento para mostrar las mejoras en los sectores de los negocios, el desarrollo y la seguridad a inversores internacionales y somalís potenciales. Una segunda charla TEDx sobre emprendimiento se produjo al año siguiente en la capital para tratar las nuevas empresas y oportunidades comerciales de la ciudad.

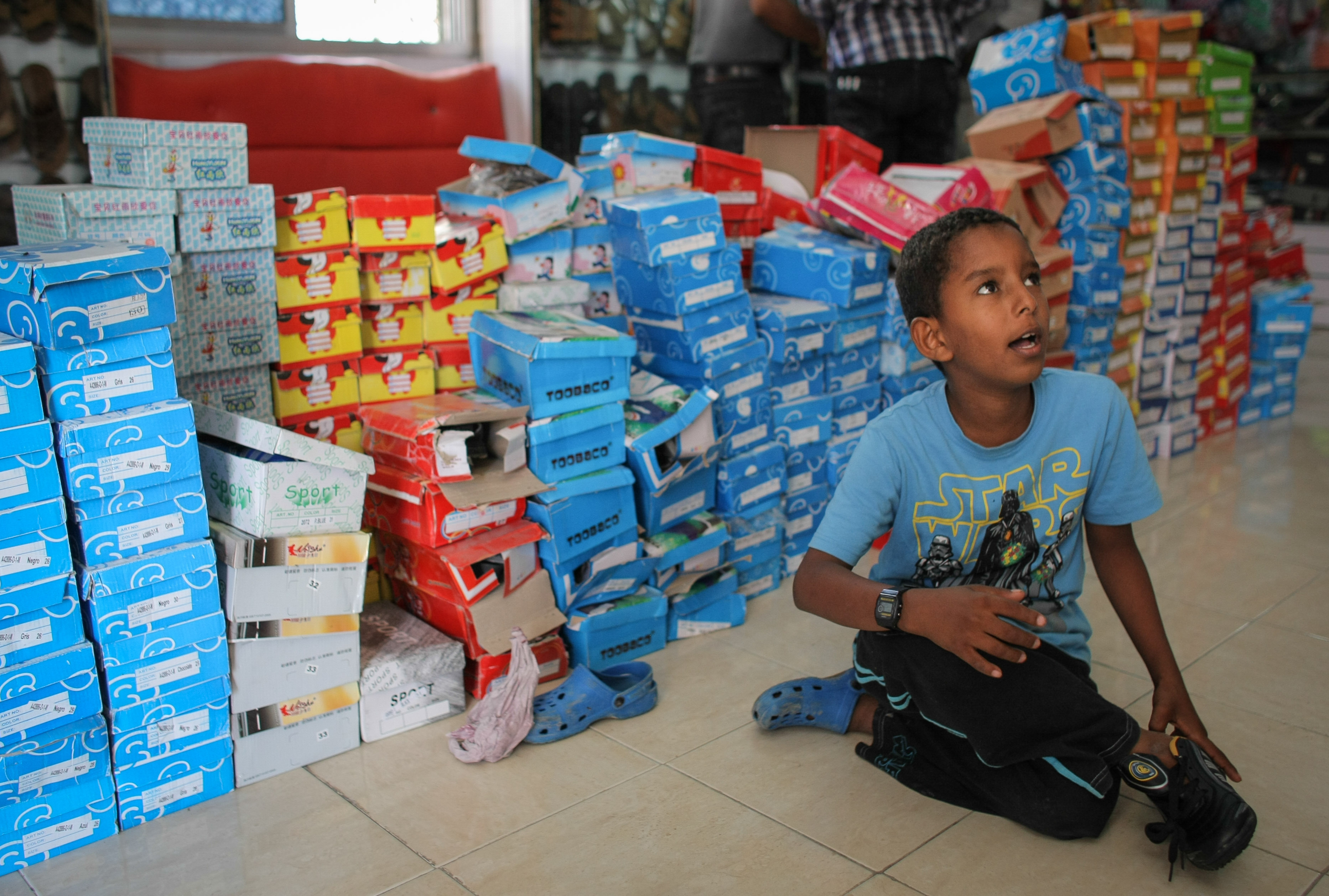
Una tienda de ropa y calzado en el centro de Mogadiscio.

Varias empresas de gran tamaño tienen su sede en Mogadiscio. Entre ellas se encuentra la Compañía Industrial Transnacional de Gas y Electricidad, un conglomerado energético fundado en 2010 que aúna a cinco grandes empresas de Somalia de las áreas del comercio, las finanzas, la seguridad y las telecomunicaciones. Otras empresas son Hormuud Telecom, la compañía de telecomunicaciones más grande del centro y el sur de Somalia; Telcom, otro proveedor de servicios de telecomunicaciones; la Compañía de Energía de Somalia, especializada en la generación, transmisión y distribución de energía eléctrica a residentes y empresas de la zona de Benadir. Además, el International Bank of Somalia, que abrió en el centro de la ciudad en 2014, ofrece banca islámica y servicios bancarios internacionales a través de un sistema de código SWIFT. La Compañía de Seguros Islámicos es la primera compañía de seguros que funciona en la ciudad en muchos años. El Banco Central de Somalia, la autoridad monetaria nacional, también tiene su sede en Mogadiscio.
En junio de 2013, el antiguo primer ministro Abdi Farah Shirdon firmó una ley de inversión extranjera directa. El borrador lo preparó el ministro de Comercio e Industria junto a juristas del gobierno. Una vez aprobado por el gabinete, establece un marco legal seguro para la inversión extranjera en Mogadiscio y en cualquier parte de Somalia.
En octubre de 2014, la empresa Tawakal Money Express (Tawakal) comenzó la construcción de un edificio terciario con servicios financieros, supermercado, hotel, restaurante y salas de congresos. La compañía Al Buruuj lanzó en enero de 2015 un proyecto inmobiliario de gran envergadura, Daru-Salam City, financiado por el Salaam Somali Bank y que se construirá en la zona norte de la capital.

## Demografía
Mogadiscio es una ciudad multiétnica. La población original consistía principalmente en aborígenes bosquimanos y después recibió migrantes cusitas, árabes y persas. La mezcla de estos grupos produjo el pueblo benadiri o reer xamar ("pueblo de Mogadiscio"), una población-amalgama única de la región de Benadir. Durante el periodo colonial, los expatriados europeos, sobre todo italianos, contribuyeron a aumentar el carácter cosmopolita de su población.

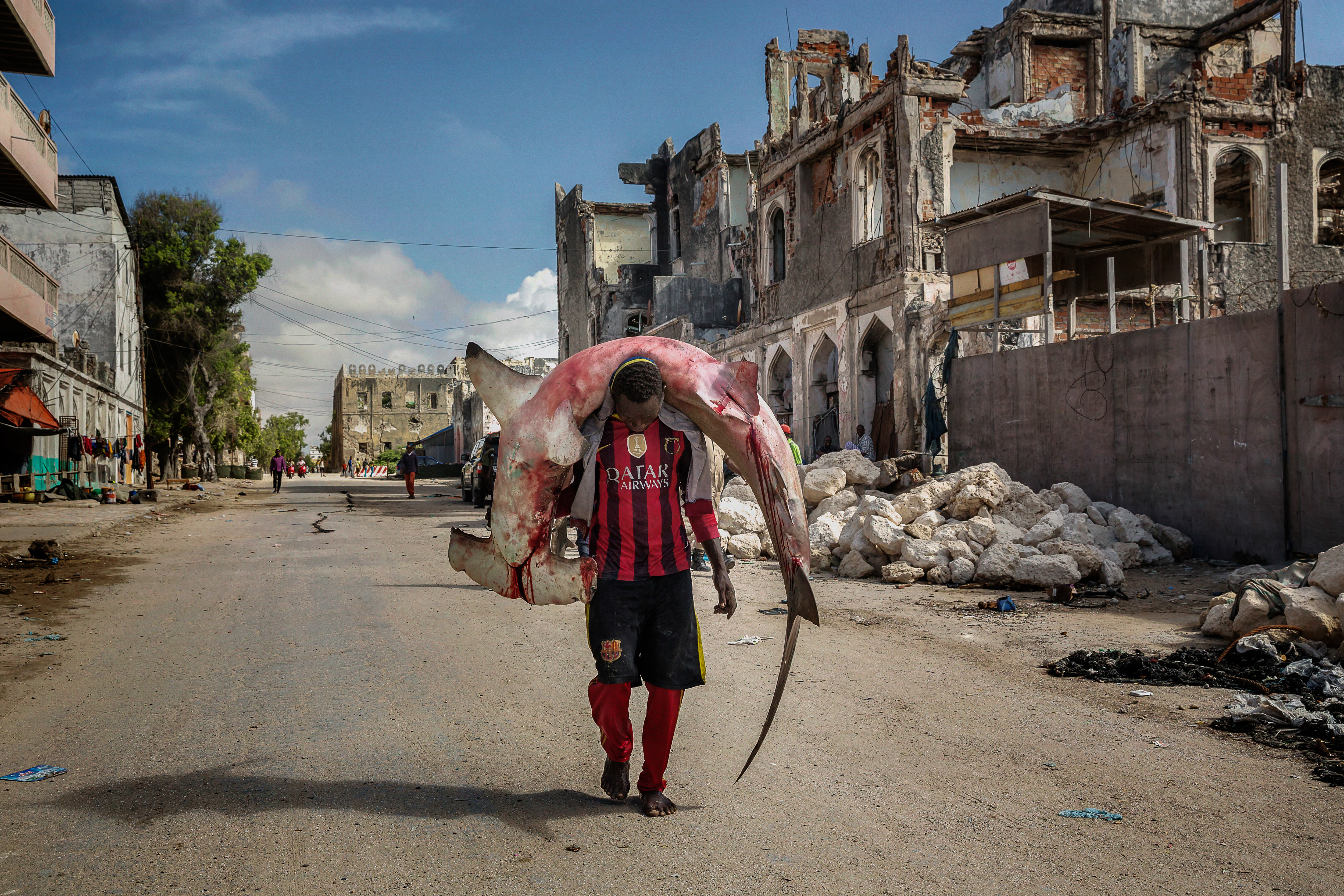
Hombre acarreando un tiburón martillo por una calle de la ciudad

El área principal de población bantú en Somalia solía ser los asentamientos en el sur, sobre todo entre los ríos Jubba y Shebelle, así como en las regiones de Bakool y de Bay. A principios de 1970, mayor número de bantús comenzaron a irse a los centros urbanos como Mogadiscio y Kismaayo. Los desplazamientos que provocó la guerra civil en los 1990 incrementó el número de minorías rurales que migraron a áreas urbanas. En consecuencia, la composición demográfica tradicional de Mogadiscio ha cambiado mucho.
Tras la mejora significativa de la seguridad en 2012, muchos expatriados somalís han comenzado a volver a Mogadiscio en busca de oportunidades de inversión y para contribuir en el proceso de reconstrucción posconflicto. A través de iniciativas privadas y públicas, como los Somali Diaspora Corps, están participando en la reconstrucción de escuelas, hospitales, bancos y otras infraestructuras. Su papel en el proceso de recuperación de la capital es crucial. También han ayudado a impulsar el mercado inmobiliario local.
Según Demographia, Mogadiscio tiene una población de unos 2 120 000 habitantes en 2015. Es la ciudad número 222 por población en el mundo. El área urbana ocupa 92 km² y la densidad de población es de 23 400 habitantes por kilómetro cuadrado. En septiembre de 2014 el Ministerio de Planificación y Cooperación Internacional lanzó el primer censo de Somalia en más de dos décadas. El Fondo de Población de las Naciones Unidas ayudó al Ministerio con el proyecto, cuya finalización se prevé para antes del plebiscito y elecciones locales y nacionales planeadas para 2016.

## Puntos de interés

### Lugares de culto religioso

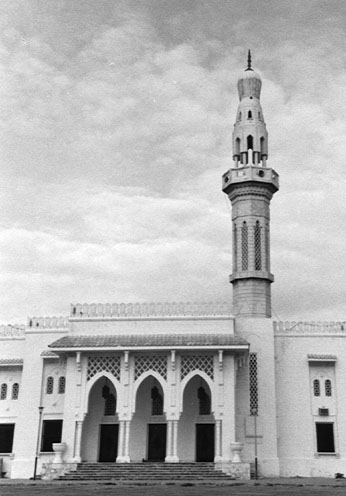
La Mezquita de la Solidaridad Islámica es la mezquita más grande del Cuerno de África.

La mezquita de Arba'a Rukun es uno de los lugares de culto islámico más antiguos de la ciudad. Se construyó alrededor de 1268, al mismo tiempo que la mezquita de Fakr ad-Din. El mihrab de Arba'a Rukun contiene una inscripción que data de ese año y que conmemora a su fundador, Khusra ibn Mubarak al-Shirazi (Khusrau ibn Muhammed).
La mezquita de la Solidaridad Islámica se construyó en 1987 con el apoyo financiero de la fundación saudí del Fahd bin Abdelaziz. Es la mezquita principal de la ciudad y un edificio icónico para la sociedad somalí. Tiene capacidad para 10 000 fieles y es la más grande en todo el Cuerno de África. En 2015, las autoridades federales culminaron un proyecto de restauración de la infraestructura de la mezquita. Las mejoras forman parte de un programa gubernamental de mejora de las mezquitas capitalinas más amplio. Las autoridades municipales también están restaurando la histórica Mezquita Central del centro de Mogadiscio.
La catedral de Mogadiscio se construyó en 1928 por parte de las autoridades coloniales de la Somalia Italiana. Conocida como "Cattedrale di Mogadiscio", se construyó en estilo normando neogótico siguiendo el de la catedral de Cefalú, en Sicilia. La iglesia fue la sede de la Diócesis de Mogadiscio. Sufrió daños de gravedad durante la guerra civil. En abril de 2013, tras una visita a las ruinas para inspeccionar su estado, la diócesis anunció un plan para restaurar el edificio.

### Palacios
Villa Somalia es la residencia oficial y lugar habitual de trabajo del presidente de Somalia, Hassan Sheikh Mohamud. Está en una colina con vistas de la ciudad y el Océano Índico, con buen acceso tanto al puerto como al aeropuerto. El Palacio del Gobernador era la sede del gobernador de la Somalia Italiana y del posterior Fideicomiso de Somalia.

### Museos, bibliotecas y teatros

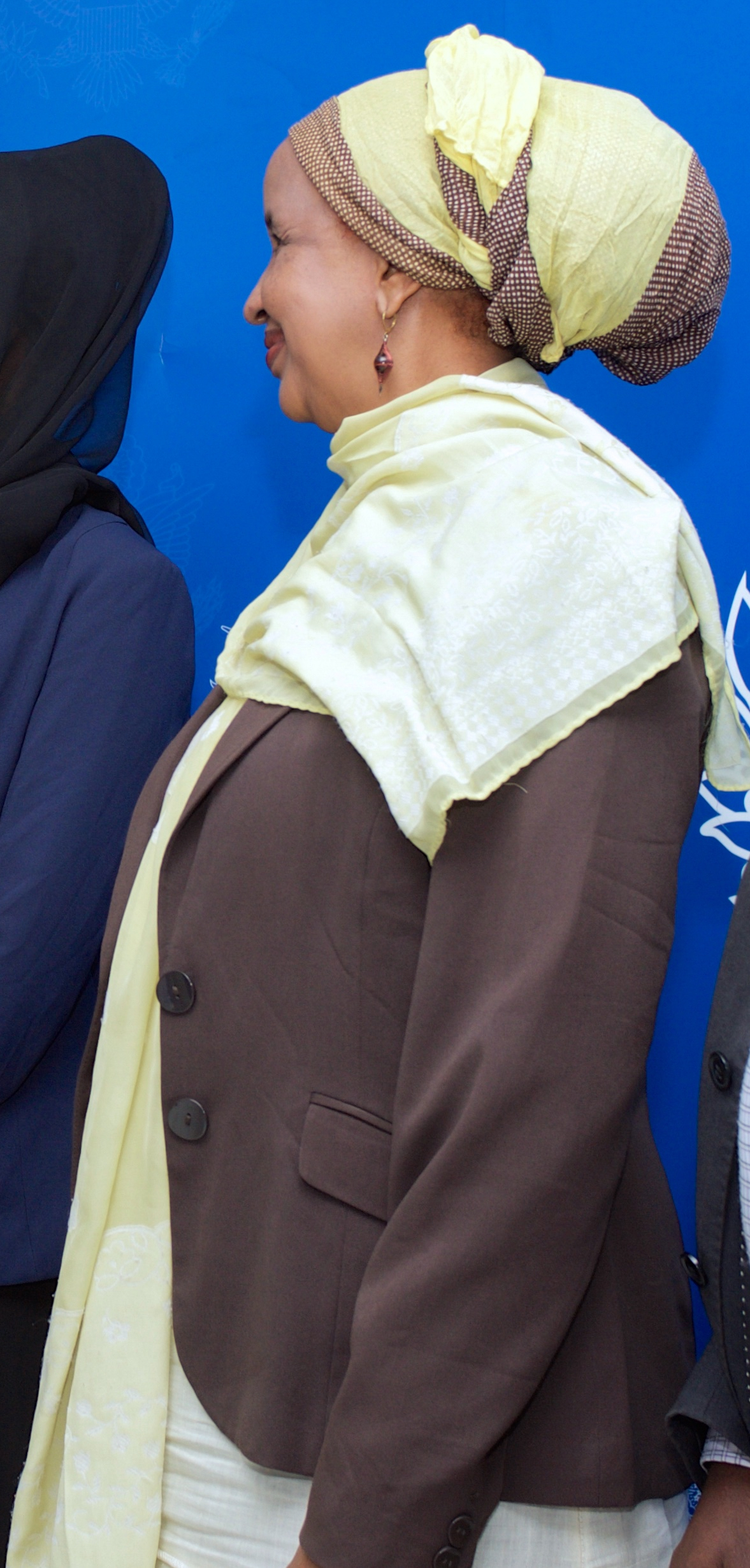
Zainab Hassan, directora de la Biblioteca Nacional de Somalia.

El Museo nacional de Somalia se constituyó tras la independencia en 1960, cuando el antiguo Museo Garesa se convirtió en Museo Nacional. Este fue trasladado en 1985, renombrado Museo Garesa y convertido en museo regional. En enero de 2014, cuenta con fondos culturales importantes como monedas antiguas, herramientas, arte tradicional, armamento antiguo y cerámica.
La Biblioteca nacional de Somalia se abrió en 1975 bajo la responsabilidad del Ministerio de Educación y Cultura. En 1983, contaba con unos 7000 libros y un número parecido de archivos culturales e históricos, y estaba abierta al público general. En los años 90 cerró sus puertas. En junio de 2013, el Heritage Institute for Policy Studies organizó un envío de 22 000 volúmenes desde Estados Unidos a Somalia como parte de un programa de reaprovisionamiento de la biblioteca. En diciembre, las autoridades lanzaron un programa para la reconstrucción de la biblioteca nacional. Con Zainab Hassan como directora, el programa federal invertirá 1 millón de dólares en construir un nuevo complejo para la biblioteca en seis meses. Se espera que lleguen 60 000 volúmenes adicionales de otros países de la Liga árabe.
El Teatro nacional de Somalia abrió en 1967 como epicentro cultural de la capital. Cerró tras el inicio de la guerra civil en los años 1990, pero reabrió en 2012 tras su reconstrucción. En septiembre de 2013, el gobierno federal somalí y su homólogo chino firmaron un acuerdo oficial de cooperación como parte de un programa nacional de recuperación de 5 años. Gracias al pacto, las autoridades chinas reconstruirán el teatro nacional y otros puntos de interés importantes de la ciudad.

### Mercados

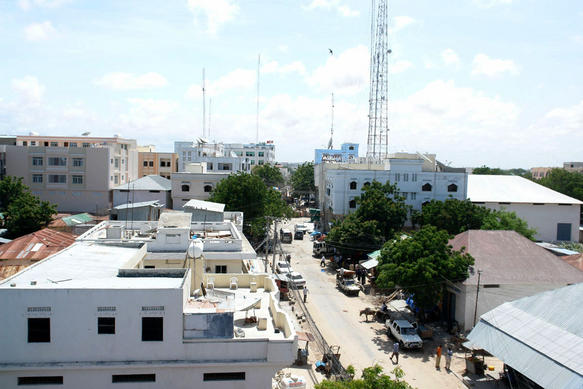
Mercado de Bakaara en el centro de Mogadiscio.

El mercado de Bakaara nació en 1972 de manos de la administración Barre. Funcionaba como mercado al aire libre de bienes y servicios como productos y ropa. Tras el inicio de la guerra civil, el mercado cayó en manos de varios grupos militares que lo usaban de base operativa. Tras la pacificación de 2011 el mercado comenzó a renovarse. Se reconstruyeron tiendas de todo tipo, como frutas, ropa y materiales de construcción. Igual que en el resto de la ciudad, el precio de los inmuebles en el mercado ha aumentado mucho. En 2013, la empresa local Tabaarak alquiló un almacén de nueva planta en el mercado por 2 000 dólares estadounidenses mensuales.
En febrero de 2014, la administración Benadir comenzó la reconstrucción del mercado de Ansaloti en el distrito de Hamar Jajab. Antes de cerrar a principios de los 90, era uno de los mercados más grandes de la ciudad. En septiembre de 2014, las autoridades municipales lo abrieron oficialmente al público.

### Institutos
La Academia regional de la lengua somalí es un organismo regulador intergubernamental para el idioma somalí en la región del Cuerno. En enero de 2015, el presidente del país anunció que su creación se realizaría en conjunción con los gobiernos de Yibuti y Etiopía. Se programó la construcción de una nueva sede para la academia en Mogadiscio en reconocimiento a Somalia por ser la principal nación protectora y difusora de la lengua somalí. En febrero de 2015 se puso la primera piedra de la academia durante una ceremonia inaugural.

### Hoteles
Mogadiscio cuenta con numerosos hoteles de reciente construcción. Los principales clientes son expatriados que vuelven, inversores y trabajadores de la comunidad internacional. Los representantes de los hoteles han empezado a asistir a congresos internacionales de la industria, como el Africa Hotel Investment Forum.
Existen numerosos hoteles, algunos cerca del aeropuerto. El resto se encuentra principalmente en la zona centro de la ciudad, como los hoteles Oriental, Peace, Shamo o Taleex.

## Educación
Mogadiscio cuenta con varias instituciones educativas. El programa de renovación urbana del gobierno va a remodelar y reabrir 100 escuelas públicas de la capital.

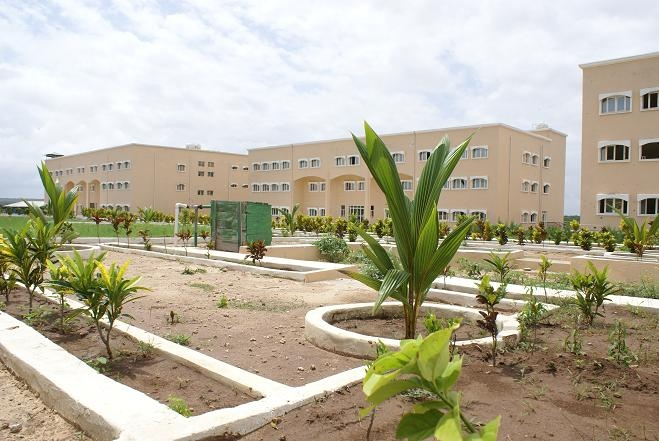
El campus principal de la Universidad de Mogadiscio.

La Universidad Nacional de Somalia (SNU) se creó en los años 1950 durante el periodo del fideicomiso. En 1973 se expandieron las instalaciones y los estudios. Durante los siguientes veinte años la SNU se desarrolló ampliamente hasta tener 13 departamentos, 700 empleados y 15 000 estudiantes. El 14 de noviembre de 2013, el gobierno aprobó unánimemente un plan federal para reabrir la universidad, que había estado cerrada desde principios de los 1990. El plan de renovación costó 3,6 millones de dólares estadounidenses, y se completó en agosto de 2014.
La Universidad de Mogadiscio (MU) es una universidad no gubernamental dirigida por un consejo de administración y un consejo universitario. Es la cuna de numerosos profesores de la Universidad Nacional de Somalia y de otros intelectuales somalís. Está financiada por el Banco Islámico de Desarrollo de Yeda, Arabia Saudí, y otras instituciones donantes. La universidad acoge a cientos de graduados en siete facultades. Algunos continúan estudiando una maestría en el extranjero gracias a un programa de becas. La Universidad de Mogadiscio se ha asociado con otras instituciones académicas como la Universidad de Aalborg en Dinamarca, tres universidades en Egipto, siete en Sudán, la Universidad de Yibuti y dos universidades en Yemen. En 2012 la MU está acreditada por el Consejo de Organización Intergubernamental EDU.

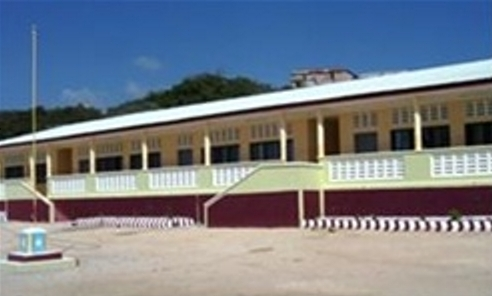
La escuela Hamar Jajab en Mogadiscio.

En 1999, el presidente de la época Hassan Sheikh Mohamud creó en Mogadiscio el Instituto Somalí de Dirección y Administración (SIMAD) que después se convertiría en la Universidad SIMAD, con Mohamud como decano hasta 2010. Ofrece programas universitarios en varios campos como economía, estadística, comercio, contabilidad, tecnología, ciencias de la computación, ciencias de la salud, educación, derecho y administración pública. Aussi SIMAD Graduate School (SGS) a été créée en 2012 pour améliorer les connaissances professionnelles des apprenants dans leur domaine de prédilection et les aider à passer à l'étape suivante de leur vie avec une perturbation minimale de leur responsabilité sur le terrain. Il propose de nombreux programmes, dont une maîtrise en gestion de projet, une maîtrise en gestion de la qualité, une maîtrise en administration des affaires en GRH, une maîtrise en administration des affaires en marketing, une maîtrise en administration des affaires en entrepreneuriat, une maîtrise en administration des affaires en finance conventionnelle, une maîtrise en administration des affaires en islamique Finance.
La Universidad de Benadir (BU) se creó en 2002 con la intención de formar a médicos. Desde entonces, se ha expandido a otros campos. Otra institución educativa de la ciudad es la Jamhuriya University of Science and Technology. También se ha creado el Internado Turco, y los campus del Instituto politécnico de Mogadiscio y de la Universidad Shabelle también se están renovando. Además, también se está construyendo el campus de una nueva universidad islámica. En abril de 2014, el primer ministro Abdiweli Sheikh Ahmed puso la primera piedra de la reconstrucción de la antigua escuela meteorológica de Mogadiscio. Se está construyendo una nueva academia de aviación en el Aeropuerto Internacional Aden Adde.
Otras instituciones educativas de la ciudad incluyen la City University, creada en 2012 con la intención de proporcionar investigación de calidad.

## Salud
La ciudad cuenta con el Hospital materno infantil Banadir (en somalí: Isbitaalka Banaadir) es un hospital y escuela de medicina en el Distrito Wadajir (Medina). El hospital dispone de un servicio de maternidad y de una unidad pediátrica.

## Deporte

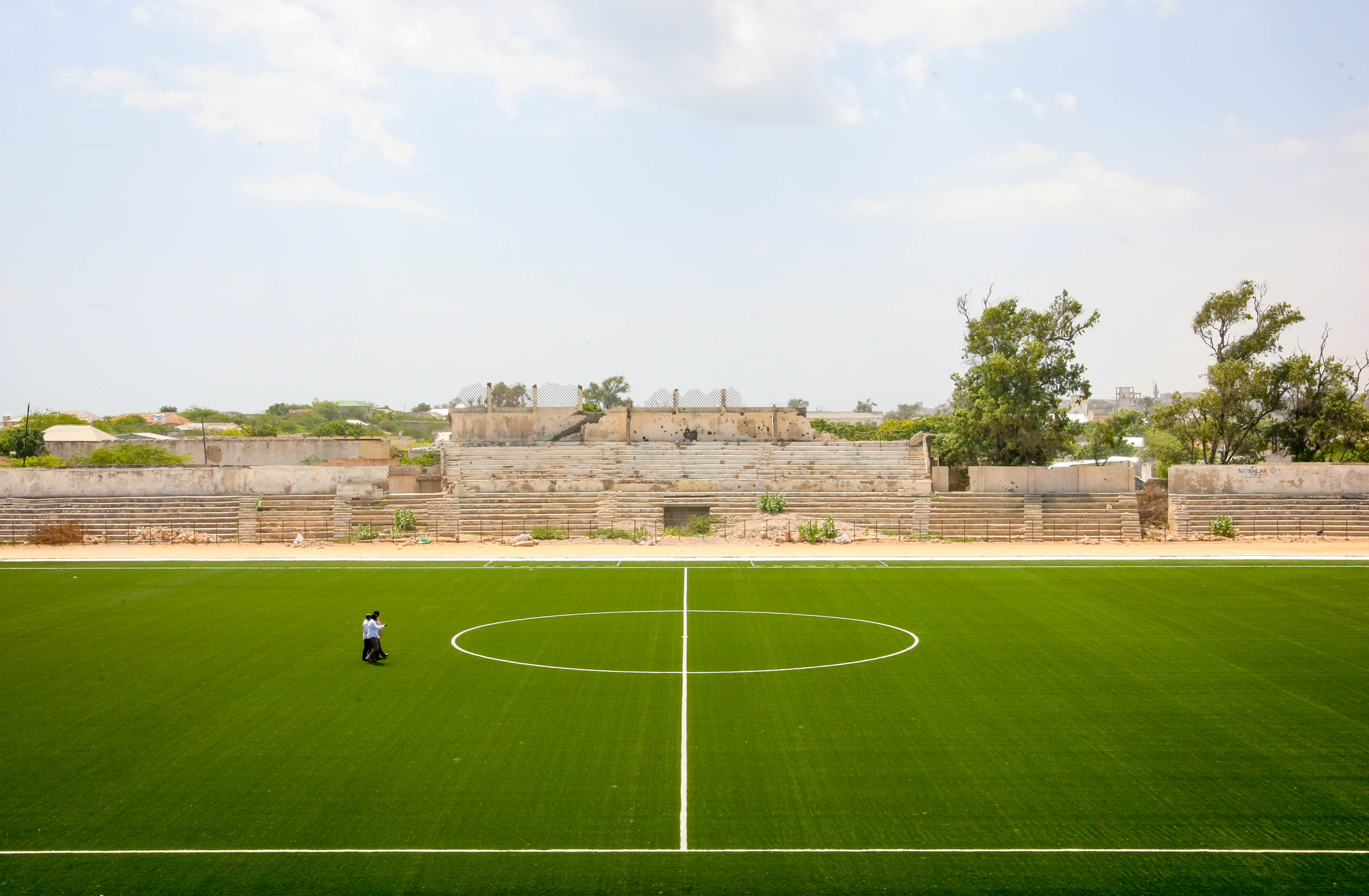
El Estadio Banadir renovado.

El Estadio Mogadiscio se construyó en 1978 durante la administración Barre con ayuda de ingenieros chinos. El recinto se usaba para actividades deportivas como la Copa de Somalia y para partidos de fútbol de equipos de la Primera División de Somalia. Los discursos presidenciales y los mítines políticos también tenían lugar ahí. En septiembre de 2013, el gobierno federal somalí y su homólogo chino firmaron un pacto de reconstrucción de infraestructuras en el que estaba incluido el Estadio Mogadiscio.
El Estadio Banadir y el Estadio Konis son otras dos instalaciones deportivas importantes de la ciudad. En 2013, la Federación somalí de fútbol llevó a cabo un proyecto de renovación del estadio Konis con césped artificial donado por la FIFA. El estadio de baloncesto Ex-Lujino del distrito de Abdiaziz District también sufrió una rehabilitación de 10 000 dólares estadounidenses proporcionados por la empresa local Hormuud Telecom. Additionally, the municipal authority oversaw the reconstruction of the Banadir Stadium.
Otros organismos deportivos tienen su sede en Mogadiscio. Entre ellos, la Federación Somalí de Fútbol, el Comité Olímpico Somalí, la Federación Somalí de Baloncesto y la Federación Somalí de Kárate y Taekwondo.

## Transportes

### Carreteras

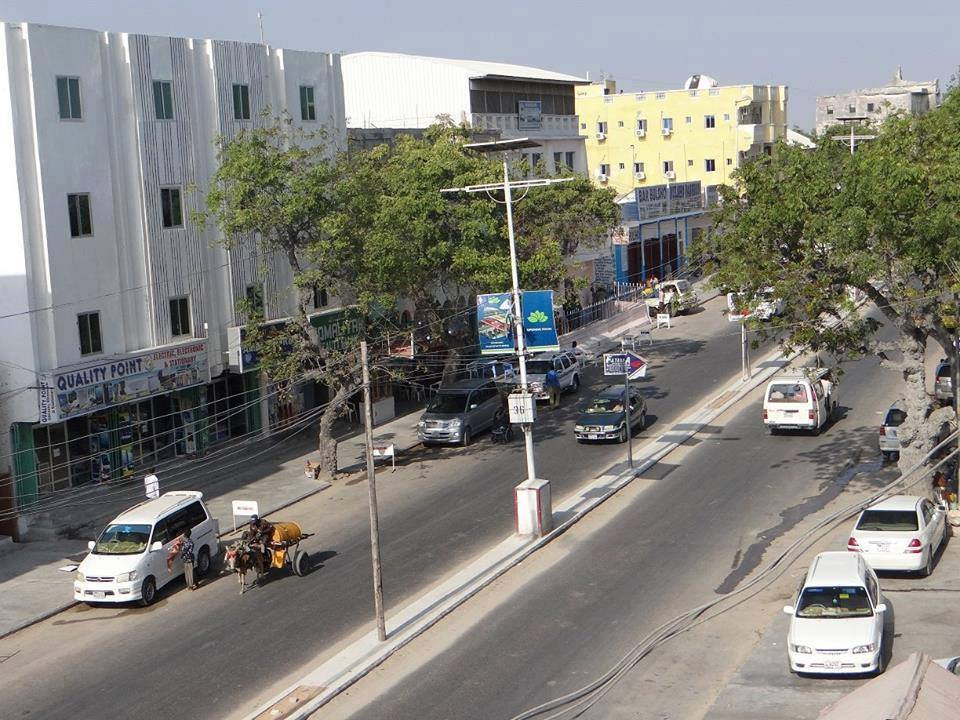
Carreteras y edificios de reciente construcción en Mogadiscio (2015).

Mogadiscio está conectada con otras localidades de Somalia y de países vecinos a través de carretera. La capital contiene una malla de calles cuadriculadas muy extensa. En octubre de 2013 comenzaron las obras de la carretera que lleva al aeropuerto por parte de ingenieros somalís y turcos. Las obras finalizaron en noviembre e incluyeron demarcación de carriles. Esta obra formó parte de un acuerdo más extenso entre los gobiernos somalí y turco para hermanar Mogadiscio y Estambul y así modernizar la red de carreteras de la capital. La Agencia Turca de Desarrollo y Cooperación Internacional (TIKA) comenzó después un programa de limpieza de toda la ciudad adicional al programa municipal. Más de 100 vehículos de recolección de basura y otra maquinaria de la TIKA limpió las calles de la ciudad. La administración de Benadir tomó el relevo del proyecto en marzo de 2015.
Entre 2012 y 2013, el gobierno de la ciudad junto con los gobiernos británico y noruego comenzaron a instalar farolas con sistema de energía solar en las principales calles de la ciudad. La iniciativa se desarrolló con equipos importados de Noruega, costó 140 000 dólares y duró varios meses. Los paneles solares y las farolas han contribuido a mejorar la visibilidad nocturna y la imagen de la ciudad.

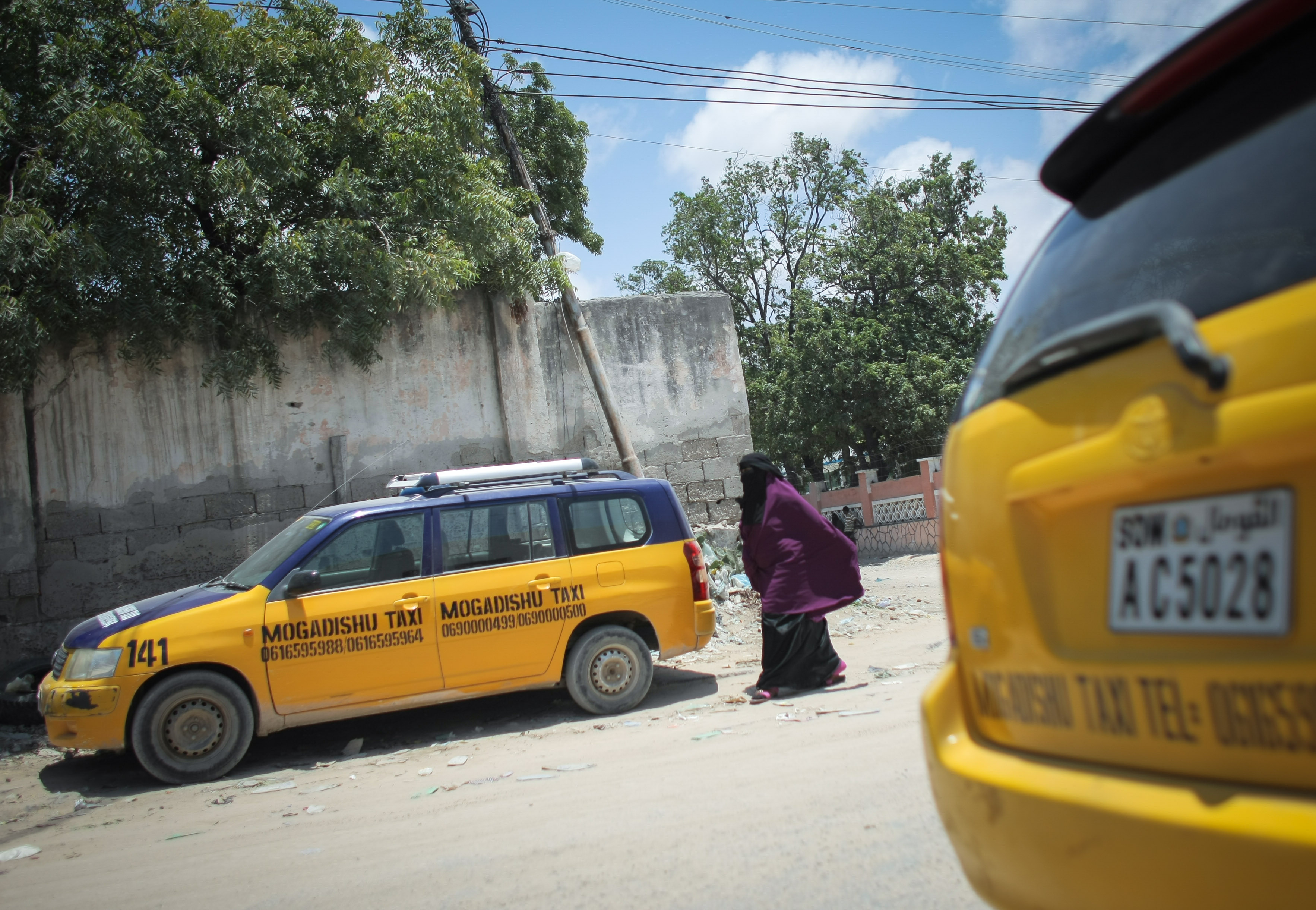
Taxis de Mogadiscio.

Los minibuses son la forma más común de transporte público en Mogadiscio. El segundo modo de movilidad más usado son los autorickshaws (tuk tuks). Existen unos 3000 y tienen múltiples diseños. Los autorickshaws suponen una alternativa más económica a los taxis y minibuses ya que cuestan la mitad de la tarifa de estos por la misma distancia con tarifas flexibles. Al ser asequibles y consumir poco combustible, los vehículos de tres ruedas suelen ser una opción de negocio para empresarios de pocos recursos. Suelen prevalecer en los trayectos más cortos. En junio de 2013, dos compañías de taxi comenzaron a ofrecer sus servicios: Mogadishu Taxi, con más de 100 vehículos, y City Taxi, el otro competidor. Ambas ofrecen una tarifa plana de 5 dólares por servicio.
En enero de 2014, la administración Benadir lanzó un proyecto de nombramiento de calles, numeración de calles y establecimiento de códigos postales para toda la ciudad. El programa se llama Sistema de Numeración de Calles y Códigos Postales y es una iniciativa conjunta de las autoridades municipales y los representantes de las comunidades de negocios somalís. La iniciativa también pretende ayudar a las autoridades policiales y a resolver disputas sobre propiedades privadas. En marzo de 2015, también se comenzó la renovación de la carretera Hawo Asir-Fagah de Mogadiscio, una de las principales, con la intención de facilitar el acceso a vehículos privados en la zona y hacer que sea resistente a cualquier tipo de fenómeno meteorológico.

### Aéreo
Tras la independencia, el Aeropuerto Internacional Aden Adde ofrecía vuelos a múltiples destinos internacionales. A mediados de los 1960, el aeropuerto se amplió para dar cabida a compañías internacionales. Entonces, la compañía de bandera Somali Airlines ofrecía vuelos regulares a todas las grandes ciudades. En 1969, el aeropuerto también comenzó a recibir pequeños aviones privados.

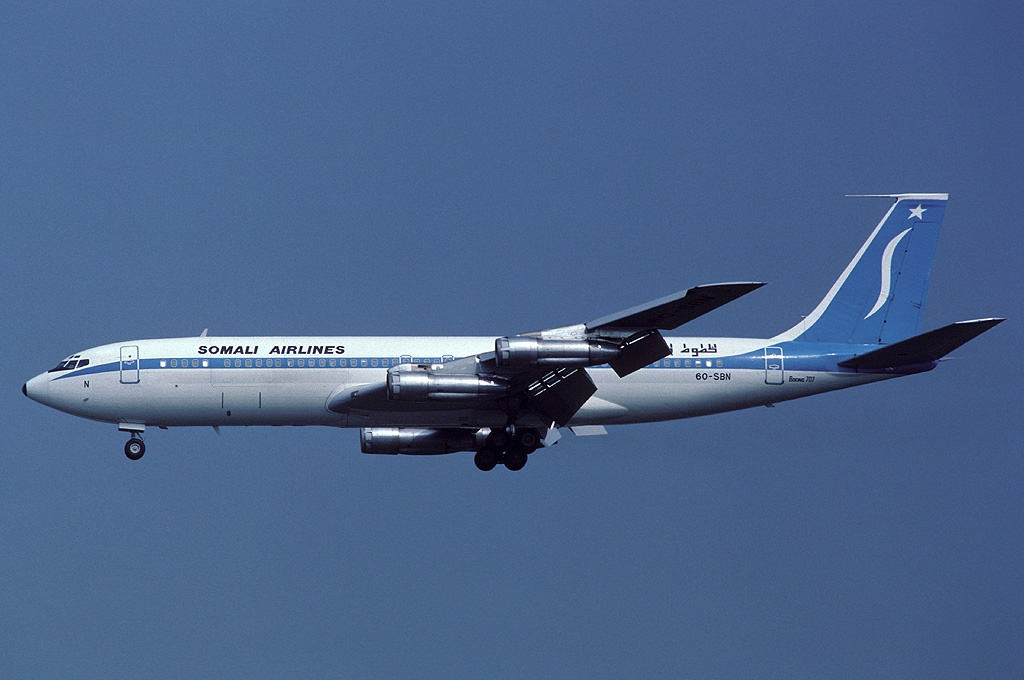
Un Boeing 707-338C de Somali Airlines en vuelo (1984). La aerolínea de bandera somalí fue relanzada a finales de 2013.

La instalación creció mucho en el periodo posindependencia gracias a proyectos de renovación sucesivos. Con el estallido de la guerra civil a principios de la década de 1990, los vuelos que llegaban al aeropuerto comenzaron a tener problemas sistemáticamente y las instalaciones quedaron destrozadas. A finales de los 2000, el Aeropuerto K50, situado a 50 km al sur, funcionaba como aeropuerto principal mientras el Aeropuerto Internacional de Mogadiscio, ahora llamado Aden Adde, cerraba sus puertas por un tiempo. Sin embargo, a partir de finales de 2010, Mogadiscio vio una mejora general en la seguridad y el gobierno federal acabó tomando el control de la ciudad en agosto de 2011.
En mayo de 2011, el Ministerio de Transporte anunció que SKA-Somalia había sido contratada para dirigir las operaciones en el reabierto aeropuerto Aden Adde durante diez años. Entre las primeras medidas, estimadas en 6 millones de dólares, SKA compró nuevos equipos aeroportuarios y expandió los servicios contratando y entrenando a 200 trabajadores locales para cumplir con la regulación internacional. La compañía también reformó las instalaciones, restauró la electricidad de forma fiable, reformó las instalaciones de tratamiento de equipajes y las zonas de llegadas y salidas de la terminal, instauró sistemas de check-in electrónico y reforzó la seguridad. También proporcionó servicios de internet a la Agencia Somalí de Meteorología y Aviación Civil, a inmigración, a aduanas, a las aerolíneas y a la Fuerza de policía somalí. En enero de 2013 se estrenaron buses lanzadera para llevar a los pasajeros hasta la terminal.

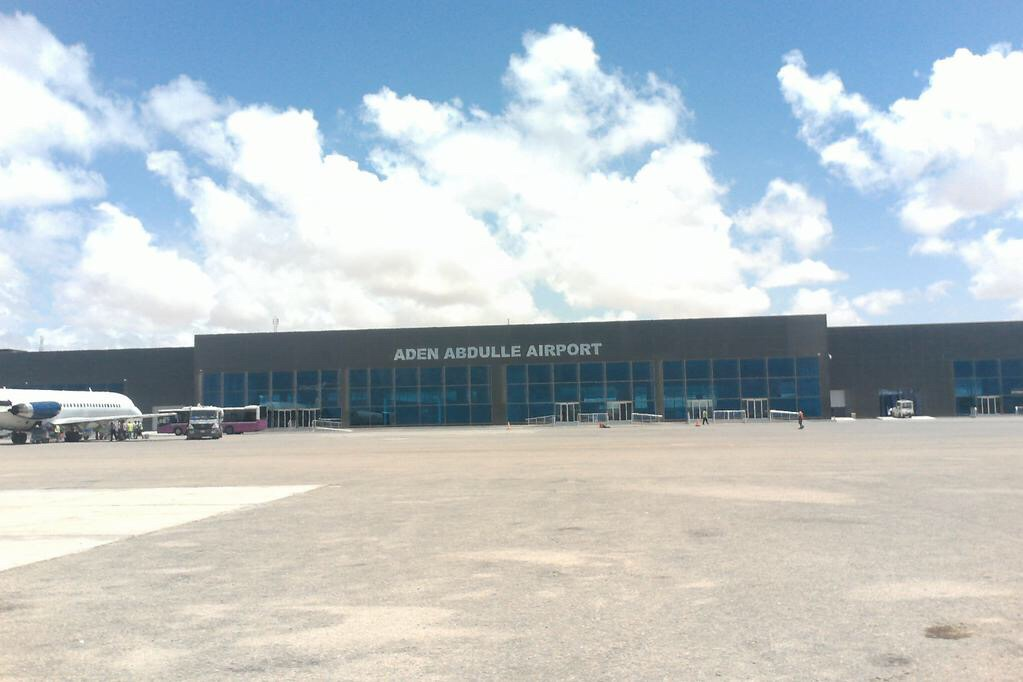
El Aeropuerto Internacional Aden Adde.

En diciembre de 2011, el gobierno turco anunció planes para modernizar el aeropuerto como parte de un compromiso más amplio de Turquía con el proceso de reconstrucción. Entre otros, se renovaron sistemas e infraestructuras, como la nueva torre de control. En septiembre de 2013, la compañía turca Favori LLC comenzó a operar en el aeropuerto y anunció planes para renovar el edificio terminal, construir uno nuevo y mejorar otros servicios. El proyecto tiene 10 millones de dólares de presupuesto y ampliará la capacidad actual de 15 vuelos diarios a 60. En enero de 2015 se abrió la nueva terminal del aeropuerto. Cuenta con instalaciones modernas y arquitectura contemporánea y ampliará la capacidad del aeropuerto hasta los 60 vuelos diarios, es decir, unos 1 000 pasajeros por hora.
En enero de 2015, las compañías operativas más grandes que volaban al aeropuerto Aden Adde incluían las aerolíneas privadas Jubba Airways, Daallo Airlines, y African Express Airways, además de los vuelos chárter de la ONU, Turkish Airlines, y Felix Airways (Al Saeeda Airlines). El aeropuerto ofrece servicios directos a otras ciudades de Somalia como Galkayo, Berbera y Hargeisa, además de destinos internacionales como Yibuti, Yeda, y Estambul.
En julio de 2012, Mohammed Osman Ali (Dhagah-tur), el director general del Ministerio de Aviación y Transporte, anunció que el gobierno somalí había comenzado a preparar el relanzamiento de la aerolínea de bandera Somali Airlines, basada en Mogadiscio. Se planeó que las primeras aeronaves se recibieran en diciembre de 2013.

### Marítimo

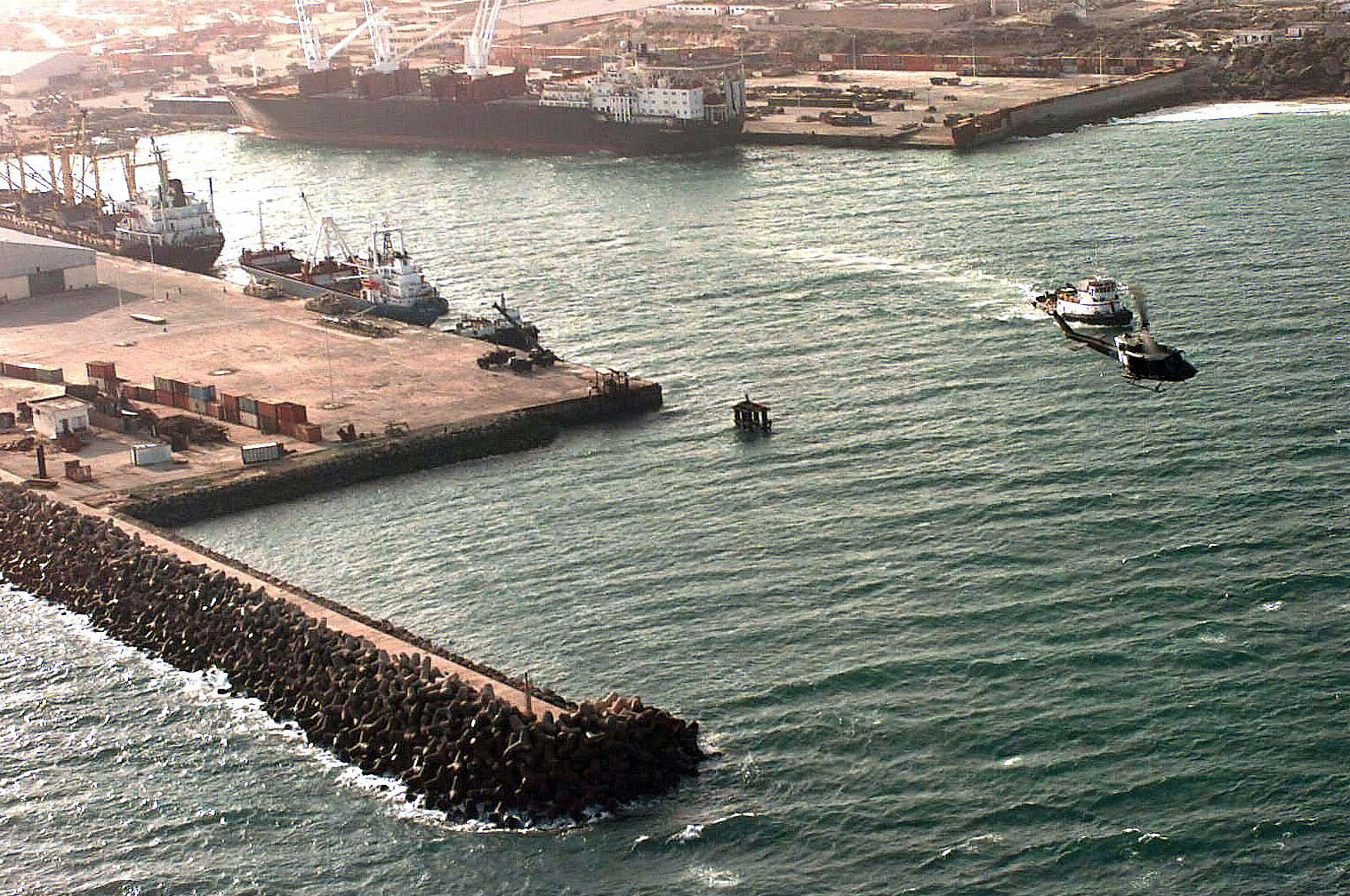
El Puerto de Mogadiscio es una instalación portuaria que sirve a todo el país.

El puerto de Mogadiscio, también conocido como el Puerto Internacional de Mogadiscio, está lasificado como puerto de primera categoría y es el más grande del país.
Durante la guerra civil sufrió daños, por lo que el gobierno federal creó el Proyecto de Rehabilitación del Puerto de Mogadiscio, una iniciativa para reconstruir, desarrollar y modernizar el puerto. La renovación incluyó la instalación de tecnología Alpha Logistics. Una delegación internacional conjunta entre los puertos de Yibuti y autoridades chinas especializadas en reconstrucción de infraestructuras visitaron las instalaciones en junio de 2013. Según el director del puerto, Abdullahi Ali Nur, los delegados y las autoridades somalís fueron informados sobre las funciones del puerto y las etapas del proyecto de reconstrucción.
En 2013, la dirección del puerto llegó a un acuerdo con representantes de la compañía iraní Simantech Shipping LLC para que se encargara de las operaciones de la instalación. El nombre de la compañía es Terminal de Contenedores del Puerto de Mogadiscio y se encarga de las funciones operativas y técnicas del mismo.
En octubre de 2013, el gobierno federal llegó a un acuerdo con la compañía turca Al-Bayrak para dirigir el puerto por un periodo de 20 años. El Ministerio de Puertos y Obras Públicas ratificó el acuerdo y asignó a Al-Bayrak la tarea de reconstrucción y modernización de las instalaciones. En septiembre de 2014, el traspaso de la dirección a Al-Bayrak se hizo efectivo. El coste del proyecto de modernización es de 80 millones de dólares.

### Ferroviario
Durante la década de 1980 se anunciaron proyectos para reactivar la línea ferroviaria de 114 km entre Mogadiscio y Jowhar, construida por los italianos en 1926 pero desmantelada en la Segunda Guerra Mundial por las tropas británicas. En un principio se construyó con la intención de que llegara a Adís Abeba. Hoy día solo se usan unos pocos tramos de vía en el puerto de Mogadiscio.

## Medios de comunicación
Mogadiscio ha sido históricamente un nodo de medios de comunicación. La Agencia Somalí de Cine (Somali Film Agency o SFA), la agencia reguladora del cine nacional, se creó en 1975 en Mogadiscio. La agencia organizaba el Simposio anual de Cine Árabe y Panafricano de Mogadiscio que reunía a los profesionales y expertos del cine de todo el mundo, sobre todo del norte de África y del Mundo árabe, así como de Asia y Europa.

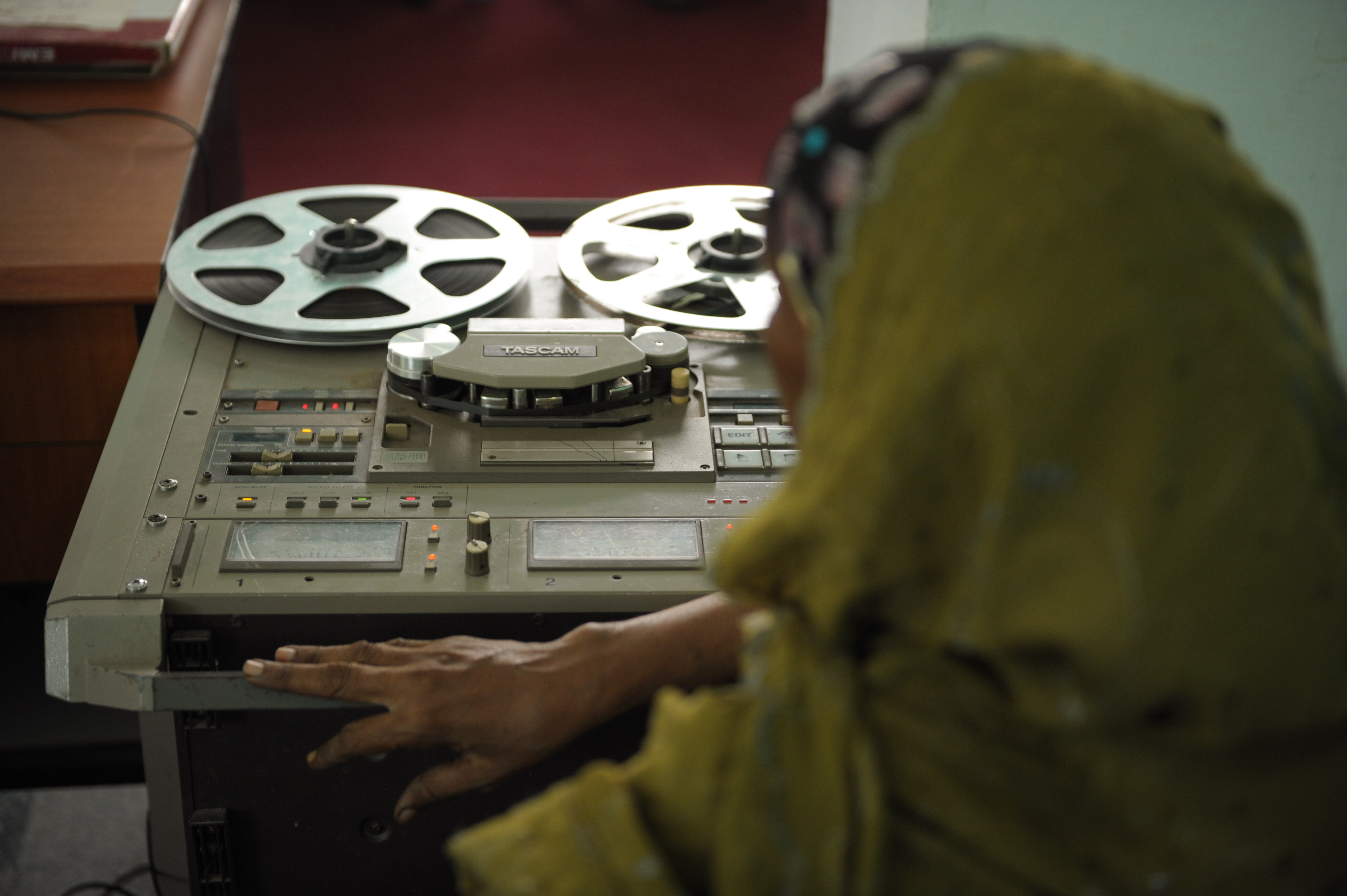
Una máquina de conversión análogo a digital en Radio Mogadiscio.

Existe una red de agencias radiodifusoras en Mogadiscio. Radio Mogadiscio es la emisora federal pública del gobierno. Se creó en 1951 durante la Somalia Italiana y difundía noticias tanto en somalí como en italiano. La emisora se modernizó con ayuda rusa tras la independencia en 1960 y comenzó a retransmitir en somalí, amárico y oromo. Dejó de operar al comienzo de la guerra civil, pero el Gobierno Nacional de Transición la reabrió oficialmente a principios de los 2000. Otras emisoras de la ciudad son Mustaqbal Radio, Radio Shabelle, Radio Bar-Kulan, Radio Kulmiye, Radio Dannan, Radio Dalsan, Radio Banadir, Radio Maanta, Gool FM, Radio Xurmo, y Radio Xamar, también conocida como la "Voz de la democracia".
La Somali National Television (SNTV), con base en Mogadiscio, es la emisora central del gobierno. El 4 de abril de 2011, el Ministerio de Información del Gobierno Federal de Transición reabrió la cadena como parte de una iniciativa de desarrollo del sector nacional de las telecomunicaciones. SNTV emite durante las 24 horas y puede verse tanto en Somalia como en el extranjero por vía terrestre y satélite.
La música popular somalí tiene un gran número de adeptos en Mogadiscio y se consumía en gran cantidad antes de la guerra civil. Cuando el gobierno recuperó la ciudad a mediados de 2011, las radios pudieron emitir música de nuevo. El 19 de marzo de 2012 la ciudad fue el escenario de un concierto al aire libre que fue retransmitido por televisión. En abril de 2013, el colectivo musical Waayaha Cusub organizó a su vez el Festival de Música por la Reconciliación, el primer festival internacional de música que tuvo lugar en Mogadiscio en dos décadas.

## Hermanamientos
Mogadiscio está hermanada con:
| País       | Ciudad   |
| ---------- | -------- |
| Kazajistán | Alma-Ata |
| Turquía    | Ankara   |